# Арзамас
Арзама́с — город (с 1578) в России, в Нижегородской области. Город областного значения, центр городского округа города Арзамаса. Находится в 112 км к югу от областного центра города Нижнего Новгорода. Арзамас является единственным в Нижегородской области историческим поселением федерального значения.
С 2023 года входит в перечень исторических поселений, имеющих особое значение для истории и культуры Российской Федерации.
Является центром Нижегородского правобережья. Основан, предположительно, в 1572 году как новый военный и административный центр для контроля земель на востоке от Мурома и юге от Нижнего Новгорода. В XVII веке гарнизон Арзамасской крепости принимал участие в подавлении восстания Степана Разина.
С XVII века Арзамас приобретает значение важного транзитного пункта на пути из Москвы в юго-восточные районы страны, в это время формируется торгово-ремесленная часть города. В России Арзамас был знаменит местным сортом лука и породой гусей. Известен был Арзамас также выделкой кож и кожевенных изделий. Знаменитая арзамасская юфть вывозилась в Англию, Францию, Германию.
В 1954 году Арзамас становится областным центром, что даёт для города огромный потенциал для развития. Поэтому начинается бурное строительство инфраструктуры и промышленности. После ликвидации области город не снизил темп развития, и уже в 1982 году в нём проживало более 100 тысяч человек.
6 сентября 1978 года за успехи, достигнутые в хозяйственном, культурном строительстве, и в связи с 400-летием основания города награждён орденом «Знак Почёта».

## Этимология
По версии, предложенной финским языковедом Х. Паасоненом, название города изначально звучало как Эрзямас и происходит от слова «эрзя».
Другая версия была предложена советским топонимистом А. И. Поповым: поскольку ойконимы обычно образуются от имени первопоселенца, название города следует связывать с мордовским личным именем Арземас (Арзамас, Орземас), которое неоднократно встречается в писцовых книгах Среднего Поволжья в XVII веке. Можно обратить внимание, что в источниках конца XVI и начала XVII вв. название города почти повсеместно записано как Арземас (Орземас). Так же и в случае с названием уезда — Арземасский, Орземасский. Имя Арземас, в свою очередь, связано с эрзянским отглагольным существительным-тюркизмом арсема — «мысль, желание, мечта», либо происходит от татарского слова арзу с близким значением «желание, стремление, страсть»; конечная буква -с может быть
- (I) искажением притяжательного суффикса -зо (арсемазо — «его мысль, желание, мечта»),
- либо же (II) окончанием -сь указательного склонения именительного падежа единственного числа (арсемась — «эта мысль, желание, мечта»),
- либо (III) аффиксом -с вносительного падежа,
- или, наконец, (IV) аффиксом -со местного падежа[14].

Наиболее вероятным можно считать второй вариант объяснения. Присвоение названий населённым пунктам по антропонимической модели (от личных имён первопоселенцев, наиболее влиятельных жителей, глав родов) весьма распространено на землях мордвы (сравните — Атемасово, Водоватово, Кичанзино, Сыресево — от имён Атемас, Водоват, Кичанза, Сыресь, таких примеров немало). Следует учитывать, что на месте города в самом начале 70-х годов XVI века было Арземасово городище, то есть заброшенный эрзянский населённый пункт (не обязательно крупный), названный в честь некоего Арземаса. Уже в первой четверти XVII века название Арземас приобрело современную форму Арзамас.
Существуют также предположения, что название города производится от имён двух мордвинов (Арзая и Масая), оказавших Ивану Грозному услугу, или что название «Арзамас» образовано из двух слов — «Эрзя» и «Маз» — что означает «красивое (главное) поселение мордовского народа эрзя».
Типично чувашские имена: Арсамас, Арсамат, Арсаман.

## Физико-географическая характеристика

### Географическое положение
Арзамас расположен в центре правобережной части области, в холмистой местности на высоком правом берегу реки Тёши (приток Оки).
Площадь города по разным данным 34,32… 41,74 км². Протяжённость границ города составляет 40 км. Протяжённость вдоль Тёши 10,3 км. На территории города находится 3 реки. 
Высота от 110 до 165 м над уровнем моря. В ходе исторического развития большинство пригородных сёл и деревень вошло в состав самого города. Границы города вплотную подходят к посёлку Выездное, селу Кирилловка, деревне Берёзовка.
Находится в 93 км от города Нижнего Новгорода, в 430 км от Москвы, крупный железнодорожный узел.
| С-З | Кострома ~ 440 км Иваново ~ 360 км Владимир ~ 270 км | Кострома ~ 440 км Нижний Новгород ~ 110 км Архангельск ~ 1 380 км | Пермь ~ 1040 км Киров ~ 690 км Йошкар-Ола ~ 370 км    | С-В |
| З   | Москва ~ 460 км Смоленск ~ 850 км                    | Роза ветров                                                       | Чебоксары ~ 280 км Казань ~ 420 км Уфа ~ 910 км       | В   |
| Ю-З | Рязань ~ 400 км Калуга ~ 640 км Липецк ~ 530 км      | Саранск ~ 180 км Пенза ~ 320 км Саратов ~ 520 км                  | Ульяновск ~ 400 км Самара ~ 650 км Оренбург ~ 1040 км | Ю-В |

### Климат
Климат умеренно континентальный, с чётко выраженной сезонностью. Зима (период со среднесуточной температурой ниже 0 °C) в среднем длится со второй декады ноября по конец марта.
В период календарной зимы могут отмечаться непродолжительные (3-5 дней) периоды сильных морозов (с ночной температурой до −20 °C, редко до −25..−32 °C). При этом в декабре и начале января часты оттепели, когда температура от −5..−10 °C поднимается до 0 °C и выше, иногда достигая значений в +4..+9 °C. Средняя годовая температура 5,8 °C.
За год в Арзамасе и прилегающей к ней территории выпадает 450—500 мм атмосферных осадков, из них большая часть приходится на летний период.
| Показатель                    | Янв.  | Фев.  | Март  | Апр. | Май  | Июнь | Июль | Авг. | Сен. | Окт.  | Нояб. | Дек.  | Год   |
| ----------------------------- | ----- | ----- | ----- | ---- | ---- | ---- | ---- | ---- | ---- | ----- | ----- | ----- | ----- |
| Абсолютный максимум, °C       | 8,6   | 8,3   | 17,5  | 28,9 | 33,2 | 34,7 | 38,2 | 37,3 | 32,3 | 24,0  | 14,5  | 9,6   | 38,2  |
| Средний суточный максимум, °C | −4    | −3,7  | 2,6   | 11,3 | 18,6 | 22,0 | 24,3 | 21,9 | 15,7 | 8,7   | 0,9   | −3    | 9,6   |
| Средняя температура, °C       | −6,5  | −6,7  | −1    | 6,7  | 13,2 | 17,0 | 19,2 | 17,0 | 11,3 | 5,6   | −1,2  | −5,2  | 5,8   |
| Средний суточный минимум, °C  | −9,1  | −9,8  | −4,4  | 2,2  | 7,7  | 12,1 | 14,4 | 12,5 | 7,4  | 2,7   | −3,3  | −7,6  | 2,1   |
| Абсолютный минимум, °C        | −42,2 | −38,2 | −32,4 | −21  | −7,5 | −2,3 | 1,3  | −1,2 | −8,5 | −20,3 | −32,8 | −38,8 | −42,2 |
| Норма осадков, мм             | 34    | 27    | 23    | 24   | 32   | 52   | 55   | 53   | 44   | 46    | 36    | 34    | 460   |
| Источник: World Weather       |       |       |       |      |      |      |      |      |      |       |       |       |       |

#### Часовой пояс
Арзамас находится в часовой зоне МСК (московское время). Смещение применяемого времени относительно UTC составляет +3:00.В соответствии с применяемым временем и географической долготой, средний солнечный полдень в Арзамасе наступает в 12:11.

### Геологическое строение
Город находится в области распространения траппов девонского возраста.

### Растительность

Дендрарий в Парке культуры и отдыха имени Гайдара

Зелёные насаждения (парки, дендрарии, многочисленные скверы, аллеи, газоны, цветники и т. п.) занимают десятую часть территории города (300 га). Преобладают смешанные и широколиственные леса.
В Арзамасе расположены 12 скверов, две рощи, три лесопарка, два дендрария, парк культуры и отдыха. Наиболее известные — парк культуры и отдыха им. А. П. Гайдара, сквер Победы, сквер К. Маркса, Ленинский садик, сквер М. Горького, Дубовая роща, лесопарк «Дубки».
Арзамасский дендрарий, площадью в 12 га, находится в центре города. На его территории растёт более 140 видов деревьев и кустарников, представителей всех континентов планеты (дуб северный, орех маньчжурский, каштан конский, бархат амурский, ясени зелёный и пушистый, шелковица белая, барбарис обыкновенный, сосна Банкса и др.).
По окраинам города расположены лесопарковые зоны (к примеру, лесопарки 409 и 408 км в северной части, Пушкинская роща, дендрарий Арзамасского межрайонного лесничества в западной) и прилегающие к городу лесные массивы, являющиеся зонами отдыха.

### Экологическое состояние
Основные экологические проблемы города связаны с высокой концентрацией крупных промышленных объектов, транспортных потоков, большой плотностью населения и инфраструктуры.
Крупнейшие загрязнители атмосферного воздуха — теплоэлектрические, топливно-энергетические предприятия и объекты (котельные, асфальтные заводы, нефтебаза и другие), ОАО «Рикор Электроникс», ПАО «Арзамасский машиностроительный завод», Арзамасский завод коммунального машиностроения, ОАО Арзамасский завод «ЖБК», ОАО «Арзамасский завод минплит».
Источником загрязнения также являются выхлопные газы автотранспорта. На 2015 год в городе было зарегистрировано более 37 тысяч транспортных средств.
Экологический мониторинг в Арзамасе осуществляется двумя стационарными постами, где проводятся регулярные наблюдения за состоянием атмосферного воздуха, водоёмов и уровнем радиации.
Остро стоит проблема утилизации отходов. Твёрдые бытовые отходы от жилого сектора и отходы от производства размещаются на существующей свалке ТБО, находящейся в 13 км от г. Арзамаса, на территории Кирилловского лесничества, она занимает площадь более 6,3 га. Развивается проблема несанкционированных свалок.

## История
См. также: Исторические фотографии Арзамаса

### Первые поселения
Возраст Арзамаса точно не известен. Первые поселения возникли на территории Арзамаса в эпоху палеолита. Окончательное освоение этих земель человеком проходит в VIII—VI тысячелетиях до н. э., в эпоху мезолита. В 33 км к северу от Арзамаса находится известная мезолитическая стоянка близ села Старой Пустыни. Она появилась, вероятно, около 9-8 тыс. лет назад.
Весь XV век был периодом постепенного расселения русских по берегам Волги и Суры. Местность вокруг нынешнего Арзамаса была глуха из-за непроходимых лесов, поэтому там образовался центр мордовских поселений. Мордва жила здесь так же мирно, как и за 500 лет до этого. В этих местностях не было слышно бряцания военного оружия и жители спокойно могли заниматься своим делом: земледелие, скотоводство, рыболовство, охота.
Существует легенда, что первое поселение на высоком холме, где находится исторический центр Арзамаса, было основано мордвином Тешем в 1245 году, который в числе других бежал в глухие дебри, от нашествия Батыя. Также есть сведения, что в 1281 году Арзамас (по версии основан в 1263 году) посетил Александр Невский, возвращаясь из Орды.

### Основание города
Начало городу Арзамасу, как и многим русским городам XVI века, положила пограничная Арзамасская крепость. Официальной датой основания города условно считается 1578 год. Именно к этому времени относятся дошедшие до нас исторические документы, в которых Арзамас упоминается как крепость и административный центр большого уезда. Так, в духовной грамоте Ивана IV говорится о назначении в 1578 году в Арзамас воеводы Ивана Хохлова. Исходя из сведений разрядных книг и наказной памяти князю Т. И. Долгорукову 7080 (1571/72) года, можно сделать вывод, что русский город Арзамас (в XVI веке — Арземас) появился в 1572 году на месте мордовского Арземасова городища, а первым арзамасским воеводой в 1572 году был назначен Никита Еропкин. Арзамасский кремль начала XVII века представлял собой крепость с 11 башнями и 4 воротами, в центре которой, на месте нынешнего Воскресенского собора, заложена церковь во имя Архистратига Божия Михаила. Для охраны крепости государь оставил в ней гарнизон из стрельцов, казаков и пушкарей. В крепости имелся «наряд» — огнестрельное оружие. В описи 1629 года указано 35 «пищалей» (пушек) разных калибров, медных и железных (некоторые из них «с колесы») и 35 «пищалей ручных» (ружей). Относительная стабилизация Русского государства после бурных событий начала XVII века не исключала опасности нападений на него с юга и с востока, со стороны Крымского ханства и кочевников Ногайской орды, располагавшейся в Прикаспийских степях. Поэтому система оборонительных сооружений, созданная Иваном IV, поддерживалась и расширялась в XVII веке, особенно в первой его половине. Кроме того, крестьянская война показала, что царскому правительству необходимо иметь опорные пункты обороны на случай народных восстаний. В числе таких пунктов был и Арзамас, занимавший важное стратегическое положение к юго-востоку от Москвы на русско-мордовской земле. С самого начала своего существования Арзамас сочетал функции не только пограничной крепости и административного центра.
В 1554 году в Поволжье вспыхнула Черемисская война, именно тогда городок Арзамас и стал уездным центром. Впоследствии для охраны арзамасского края была основана казачья Выездная Слобода, а вдоль реки Тёши устроена Арзамасская засечная черта. Кроме собственно засечной черты, в оборонительную линию входили города-крепости, поселения сторожевой казачьей службы и других служилых людей, которые при необходимости должны были первыми принять удар, пока не подойдут основные силы защиты.
Арзамасская крепость сыграла важную роль в обороне юго-восточных границ Русского государства, что отражёно в гербе города.

### Русское царство
После основания города началось строительство первого монастыря. Спасский мужской монастырь был построен вне крепости на востоке от города за речкой Сорокой. В 1580 году в город прибывает большое количество новгородцев (высланных из Великого Новгорода после учинённого там Иваном Грозным погрома). Благодаря этому начинается развитие новых ремёсел (кожевенное, мыловаренное и скорнячное). В то же время свою историю начинает женский Николаевский монастырь.
Среди дремучих лесов на правом берегу реки Тёши стояла небольшая деревянная крепость, в которую вело четверо ворот: Настасинские, Кузнецкие, Стрелецкие и Спасские. Стрелецкая улица (ныне 1 Мая) проходила по самой середине города и считалась центральной. Рядом со Спасским монастырём и Ильинской церковью, вырубая росший там лес, активно селились жители. Нижняя часть города была покрыта болотами, через неё протекали речки Шамка и Сорока, где расположились кожевенные заводы, поэтому эта часть города в XVII веке получила название Кожевенная слобода. На выезде за рекой Тешей жили казаки, которые в числе 600 человек оставлены были Иваном Грозным для защиты от татар. Их селение получило название Выездная казачья слобода. По соседству с ними поселились пушкари. На юге от города находилась деревня Мельничная, переименованная потом в село Ивановское.

#### В период Смутного времени
Отдалённый от Москвы Арзамас не видал под своими стенами ни врагов поляков, ни самозванцев, ни буйных донских казаков, но и до него доходили страшные вести из Москвы о переходе царской власти от одних рук к другим. Неизвестно, как была воспринята в Арзамасе весть о кончине царя Фёдора Иоанновича и о вступлении на престол Бориса Годунова, но факт, что новым царём стал Лжедмитрий, которого все считали истинным сыном Ивана Грозного, встречен был с радостью, и арзамассцы оставались верны ему до самой его смерти. Но не успели они опомниться от страшной вести, что он был самозванцем и что убит, как пришла к ним новая весть, что он жив и снова стоит со своим войском. В результате жители города признали Тушинского вора истинным царём.

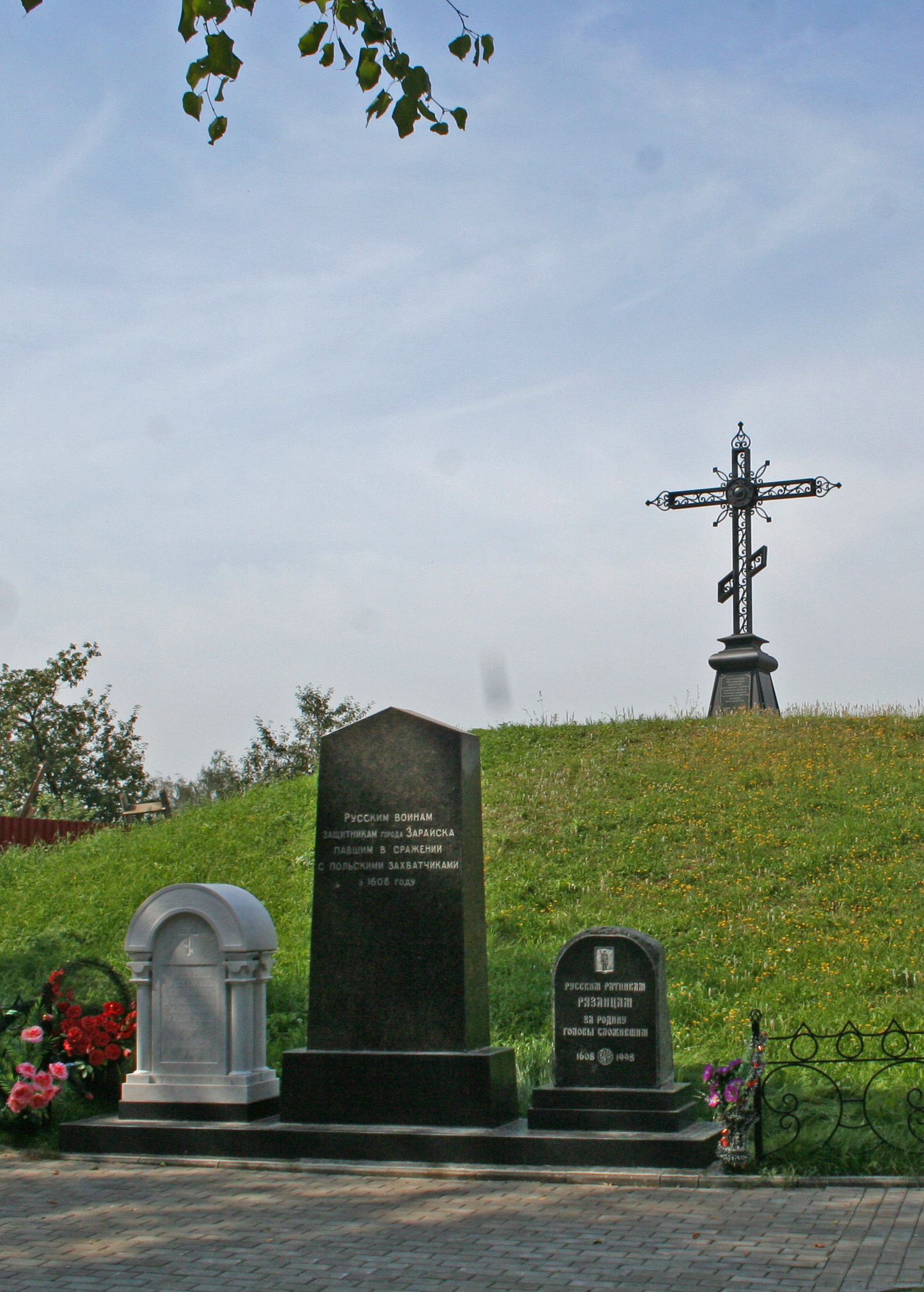
Памятный курган, на котором покоятся 300 арзамассцев, павших в битве под Зарайском

В 1606 году шайки посланцев Лжедмитрия II наводнили окрестности Арзамаса. Состоя больше частью из нищих, бродяг, людей без чести и совести. Они жгли села, грабили проезжающих по дорогам, угоняли скот. Также восстали холопы и крестьяне, недовольные отменой Юрьева дня, мордва. Все это шло к Арзамасу. Князь Иван Воротынский, посланный Василием Шуйским, разбил у Арзамаса полчище бунтовщиков. Часть их сбежала в стан Тушинского вора, а другая засела в Арзамасе, Алатыре и Ядрине.
Летописцы писали, что город «был в измене», вследствие чего был взят войсками Василия Шуйского. На успокоение Арзамаса потребовалось немного времени. Вскоре было собрано ополчение на подкрепление царским войскам. В 1608 году рязано-арзамасское ополчение было разгромлено отрядами Лжедмитрия II под Зарайском.
Между тем полного спокойствия рядом с Арзамасом не было (мятежи в Нижнем Новгороде, Муроме). Но вскоре была освобождена Москва, в которой в 1613 году собрались выборные люди от всех городов для избрания царя. Выборным человеком от Арзамаса был игумен Спасского монастыря Иов.

#### В первое столетие правления династии Романовых
С XVII века Арзамас приобретает значение важного транзитного пункта на пути из Москвы в юго-восточные районы страны. Город славился торговлей, особенно луком и знаменитыми арзамасскими гусями, за что арзамасцев по всей России прозывали «луковниками» и «гусятниками».
Арзамас пользовался видимым благоволением царя Михаила Фёдоровича, который в особенности заботился о духовных нуждах этого города. Так например, в 1634 году по указу Великого Государя был основан Алексеевский Новодевичий монастырь, поводом послужило рождение наследника престола. Примерно в то же время получил известность Троицкий особный монастырь.
С 1615 года для охраны юго-восточных рубежей Российского государства стала строиться Арзамасская засечная черта. В районе Арзамаса она проходила с юга на север и далее за Шатковскими воротами поворачивала на восток. Со стороны поля в Арзамас можно было попасть через Собакинские ворота, южнее были расположены Шатковские ворота, следующими были Ардатовские ворота в районе нынешнего города Ардатов (Мордовия). Строительство засеки продолжалось с перерывами более 30 лет. К 1647 году строительство Арзамасского участка засечной черты было закончено.10 февраля 1648 года следует царский указ о продолжении строительства черты: «Указал государь и бояре приговорили: арзамасцам от обеих половин, и нижегородцам и иных городов дворянам и детям боярским и князем, и мурзам и татарам быть в государевой службе с окольничим и воеводою, с Богданом Матвеевичем Хитрово… ему на степи городы поставить и всякие крепости устроить до приходу воинских людей заранее с весны».
Необходимо упомянуть роль арзамасцев в становлении города Сапожок, находящегося в черте оборонительной ряжско-сапожковской засеки — оборонительных рубежей Московского государства, созданного во велению Бориса Годунова на месте городища Сапожок. Уже в 1615 году Сапожок упоминается в числе пограничных укра́инских укреплений, а позже, в 1860 году в томе «Материалов по географии и статистике. Рязанская губерния», написанный подполковником М. Барановичем, на страницах 521—522, посвящённых Сапожку, сказано: «Гарнизон состоял в основном из переселенцев из города Арзамаса и многие жители носят фамилию Арзамасцев».
В 1635 году царь посетил Выездную слободу.
В царствование Михаила Фёдоровича арзамасцы принимали участие в делах общегосударственной важности. Например, по словам историка С. М. Соловьёва, когда на земском соборе в Москве был предложен вопрос о принятии Азова в подданство России, арзамасцы и многие другие ответили положительно.
В 1640-х годах город страдал от пожаров. В 1634 году начинается строительство соборной церкви Преображения в Спасском монастыре, которое завершается в 1643 году, древнейший из сохранившихся архитектурных памятников города. В 1651 году в центре города был основан пятый по счёту монастырь.
Письменными актами за 1671 год подтверждается, что в то время в Арзамасе уже процветали кожевенные заводы. Обороты были настолько значительны, что о них знало Правительство.
Основанный на месте мордовских поселений маленький в начале городок Арзамас был крайне беден землёй. С юга и востока от него начинались земли и угодья Спасского монастыря, селений Ивановки и Кирилловки. За рекой Тешей, то есть к западу, располагалась Выездная слобода, а с севера близко подходили земли боярина Ртищева. Между тем число жителей в Арзамасе постепенно возрастало им становилось тесно. В результате Ртищев, узнав, что город беден землёй и лесами, отдал свою вотчину даром.
В 1675 году была построена каменная церковь Иоанна Богослова.
В 1669—1671 годах Арзамас стал одним из центров крестьянской войны под предводительством Степана Разина. Местные отряды возглавила «старица» Алёна Арзамасская-Темниковская. В 1670 году (октябрь-декабрь) в городе казнят разгромленных войсками князя Ю. А. Долгорукова участников крестьянской войны; в декабре происходит пленение в Темникове Алёны Арзамасской и её казнь на костре.
В 1708 году образована Арзамасская провинция.
В 1719 году Арзамас — главный город провинции, входившей в Нижегородскую губернию.

### Российская империя
К середине XVIII века Арзамас был застроен в основном деревянными домами, а большая часть его жителей занималась ремёслами. Посетивший Арзамас академик Пётр Симон Паллас отметил, что город «весь заселён мыльниками, кожевниками, красильщиками крашенины и сапожниками».
В 1726 году Арзамас был опустошён большим пожаром, который уничтожил дома многих горожан и Николаевский монастырь. Вероятно, тогда же сгорела городская деревянная стена, которая за ненадобностью не возобновлялась. Это послужило поводом к упразднению арзамасской крепости, о которой с того времени не упоминается.
Число его жителей к 1737 году достигло почти 7 тыс. человек, лишь немного уступая Нижнему Новгороду. С 1779 года Арзамас — уездный город. В том же году в городе открыта первая начальная школа.
В 1774 году (июль-август) Арзамасская провинция охвачена пугачёвским крестьянским восстанием. Правительство вводит в город войска. В августе в Арзамас прибывает А. В. Суворов. 8-9 ноября через город в Москву провезли под конвоем Е. И. Пугачёва.
13 февраля 1776 года родился А. В. Ступин (умер 20 июля 1861 года), художник, основатель первой в России художественной школы для детей всех сословий.
В сентябре 1779 года Арзамас становится центром уезда.

Соборная площадь. Воскресенский собор (в центре), Магистрат (справа) и Никольский женский монастырь (слева)

В 1788 году родился М. П. Коринфский, выдающийся русский архитектор (умер в 1851 году).
Арзамасские купцы, славившиеся разнообразием и размахом торговых операций, быстро богатели. Результаты этого не замедлили сказаться на облике города. В 1781 году одновременно с другими уездными городами Арзамас получил проект планировки. Однако недостаточное знакомство проектировщиков с особенностями местного рельефа привело к значительной корректировке этого первого проекта, проводившейся в 1782—1784 годах, а окончательный план нижней части города был выработан после пожара 1823 года. Таким образом, в конце XVIII — первой половине XIX веков сложилась существующая и поныне планировочная структура Арзамаса.

В XVIII веке через Арзамас проходило до десятка важнейших торговых трактов — Московский, Нижегородский, Симбирский, Саратовский, Тамбовский, Большая дорога на Макарьев и другие. В это время происходит бурное развитие города — растёт число его жителей, увеличивается торговля, развивается промышленность. Небывалый расцвет города этого периода вошёл в историю Арзамаса как золотой век, который длился почти столетие, начиная с середины XVIII века.

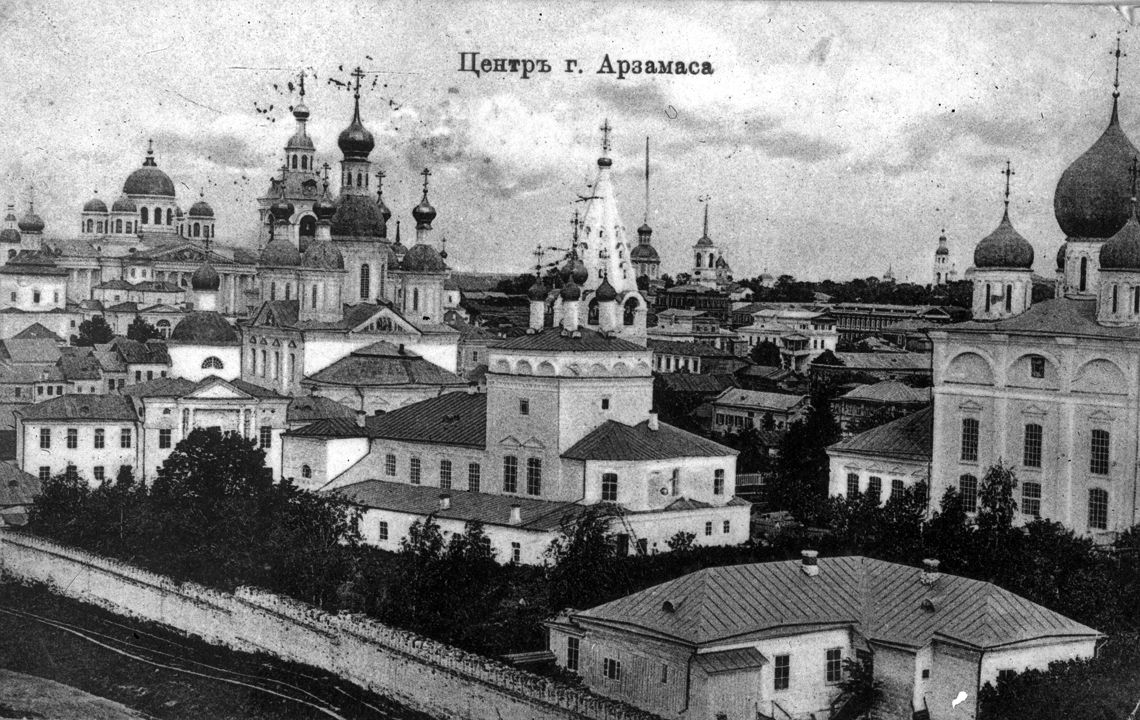
Центр Арзамаса (конец XIX — начало XX века)

Особого размаха достигло строительство храмов, к началу XIX столетия было возведено 36 церковных зданий. «В отношении церковной архитектуры Арзамас является городом, где в XVIII—XIX веках воздвигались сооружения чисто столичного масштаба, перед которыми даже московские церкви этого же периода кажутся провинциальными», — так характеризует церковное зодчество Арзамаса известный реставратор Н. Померанцев (1926 год).

В 1802 году А. В. Ступин открыл в Арзамасе школу живописи (существовала до 1861 года) для детей всех сословий. Подобное учреждение в уездном городе — первое и в течение долгого времени единственное в России, так как учиться живописи в те времена можно было только в Императорской Академии художеств. Главным источником финансирования школы были заказы на роспись храмов и иконостасов. Именно Ступин с учениками расписал Староярмарочный собор в Нижнем Новгороде и много других церквей. 

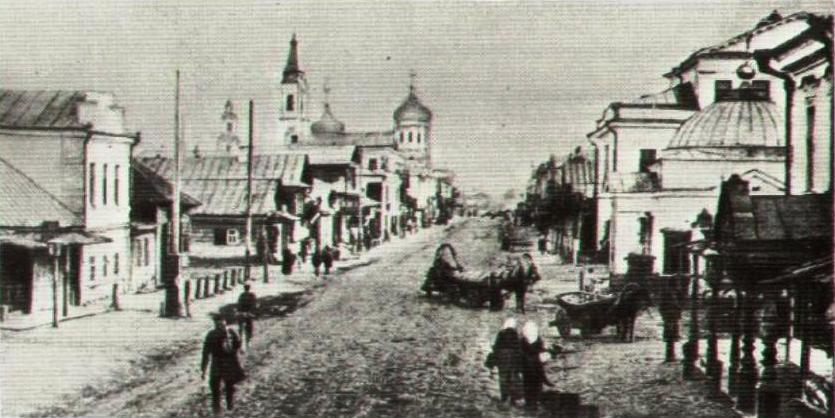
Одна из улиц Арзамаса (Ново-Московская) (конец XIX — начало XX века)

Ученики академика А. В. Ступина выполнили и роспись главного храма в Арзамасе — Воскресенского собора, построенного в честь победы в Отечественной войне 1812 года. Его возведение было начато в 1814 году, а закончено в 1842-м. Новый собор построили на месте ветхого летнего храма во имя Воскресения Христова с приделом великомученика Иоанна Воина. Строительство продолжалось 28 лет, и неоднократно приостанавливалось из-за недостатка средств. Собор, построенный по проекту М. П. Коринфского, стал главным украшением города.
В сентябре 1830 года через Арзамас в Болдино проезжал А. С. Пушкин, а в 1869 году через город в Пензенскую губернию проезжал Л. Н. Толстой.
В 1833 году на кожевенном заводе П. Подсосова появился первый в городе паровой двигатель..
В ноябре 1845 года открыта первая в городе библиотека.
В 1870 г. создана городская Дума и её исполнительный орган — городская управа с выборными депутатами.
В 1870 г. нижегородский мещанин Николай Николаевич Сажин (1828—1887 гг.) открыл первый в Арзамасе фотосалон. Первоначально он находился на ул. Новой.
В 1872 году в городе открыта женская прогимназия (с 1902 года гимназия).
В 1901 году началось движение по железной дороге Нижний Новгород — Арзамас. На окраине города возникла станция Арзамас-1.
С 5 мая по 3 сентября 1902 года в городе отбывает ссылку А. М. Горький.
1903 год — открыта школа ремесленного ученичества. 9 марта 1904 года открыта библиотека имени Н. А. Некрасова.
В 1908 году открывается мужская учительская семинария.
В 1909 году открылось движение по Московско-Казанской железной дороге. Возникла станция Арзамас-2.

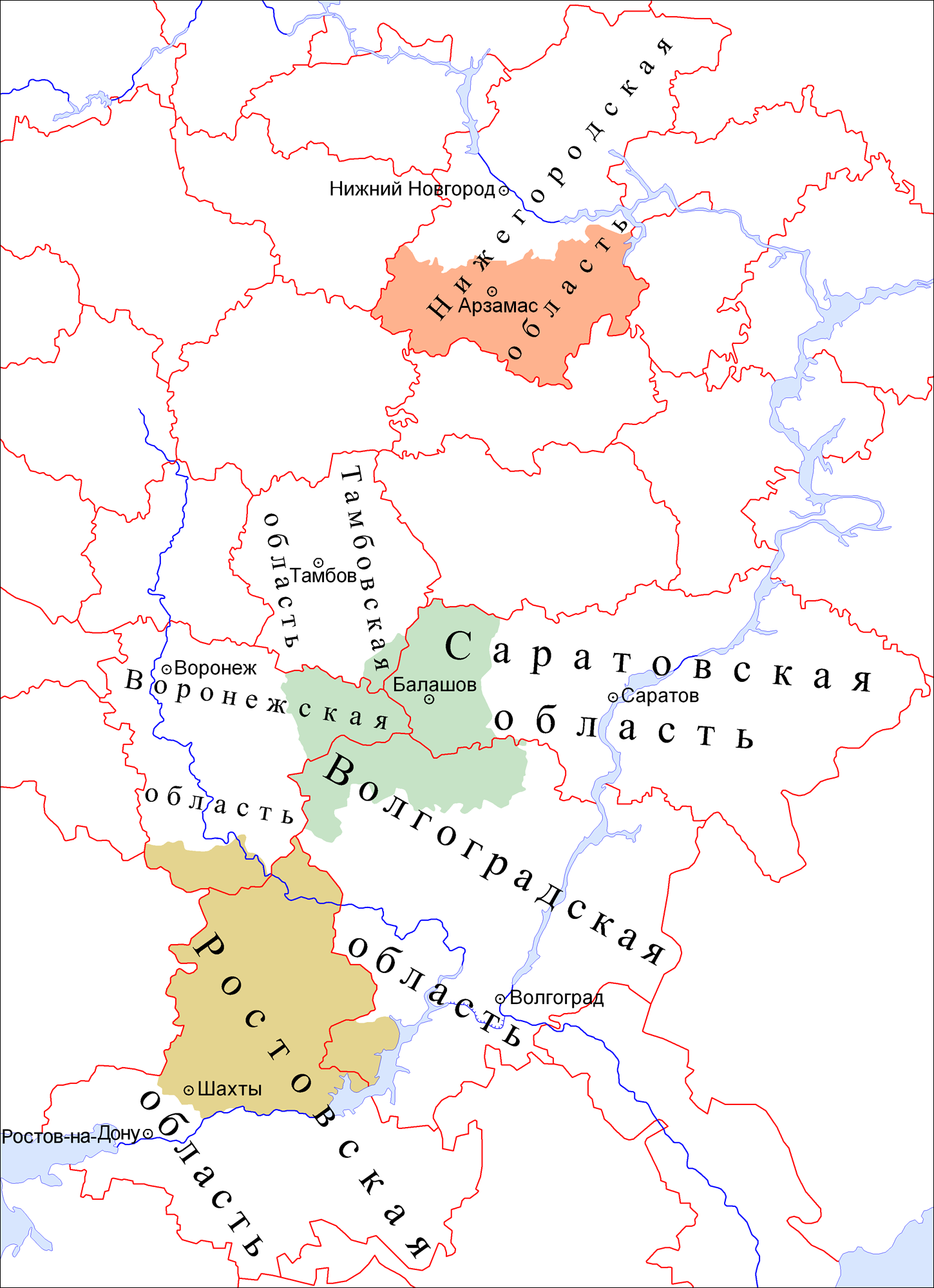
Арзамасская область
Балашовская область
Каменская область

22 января 1912 года состоялось открытие водопровода, построенного по инициативе Ф. И. Владимирского.
1912—1918 гг. — в городе жил Аркадий Голиков (А. Гайдар).
15 декабря 1913 года начала работать телефонная станция.

### Революционное движение
Один из первых в уезде тайных революционных кружков «Братство протеста» возник в 1890 году и просуществовал несколько месяцев. Кружок состоял из учителей и служащих, придерживался народовольческой направленности и состоял из 10-12 членов. После раскрытия полицией кружок распался, а его руководитель В. М. Владимиров вскоре был арестован при неудавшейся попытке покушения на нижегородского губернатора.
Вторая волна революционного движения связана со строительством железной дороги. Мария Валерьяновна Гоппиус, жена главного инженера железной дороги Арзамас-Казань, прибывшая в Арзамас из Москвы в 1899 году, фактически стала организатором социал-демократического движения в городе. В 1900 году социал-демократический кружок был организован также в селе Выездная Слобода а в работе кружков стали активно принимать участие не только представители местной интеллигенции, но и рабочие.
События Революции 1905 года проявились в Арзамасе усилением стачечного движения. Прошла волна забастовок на фабрике Жевакина, в Кардавильском карьере, Пустынском заводе, на железной дороге, в уезде начались волнения крестьян, самовольно забиравших помещичьи и монастырские леса и земли. Манифест 17 октября 1905 года внёс расколол ряды протестующих. Крупные и мелкие собственники а также часть крестьянства были удовлетворены реформами и встали на сторону буржуазных партий, социал-демократические партии (РСДРП и эсеры) продолжали сопротивление. Разногласия привели к столкновениям на улицах города, прошедших 20 октября, в ходе которых погибло 3 человека и около 50 были ранены. Новые политические свободы вызвали появление в Арзамасе комитетов и филиалов партий кадетов, торгово-промышленной партии, «Союза 17 октября», «Союз русского народа». После подавления декабрьского вооружённого восстания в крупных городах страны, в Арзамасе и уезде охранкой были разгромлены многие социал-демократические кружки, РСДРП перешла на нелегальное положение.
Протестное движение в Арзамасе вновь активизировалась в 1912 году, когда с Сормовского завода в город вернулась М. В. Гоппиус. В этом же году Арзамасские социал-демократы признали ЦК во главе с В. И. Лениным своим руководящим центром. В городе активизировалась пропагандистская работа, начало формироваться небольшое, но активное и сплочённое ядро опытных революционеров. На заводах города периодически вспыхивали непродолжительные забастовки, в основном с социальными требованиями увеличения зарплат, удешевления питания, улучшения условий жизни в общежитиях, требования в основном удовлетворялись владельцами, однако начавшаяся в 1914 году Первая мировая война вызвала общее ухудшение положения низших слоёв населения. Фабриканты, грозя закрытием предприятий, начали отказываться выполнять условия трудовых договоров.
Февральская и Октябрьская революции 1917 года прошли в Арзамасе относительно мирно. После Февральской революции был создан Общественный комитет под председательством заводчика Г. И. Вязова, который выбрал уездного комиссара Временного правительства помещика-монархиста Г. С. Панютина. На базе расформированных жандармских и полицейских управлений начала создаваться народная милиция, остальные учреждения царского правительства продолжали работу. Требования общественности города отстранить от власти реакционеров вскоре вынудили сменить глав города: уездным комиссаром стал правый эсер Ю. А. Тархов, а городской главой торговец В. А. Бебешин, в Общественном комитете расширено представительство рабочих.
В Арзамасе начали возникать Советы. Первым был создан Совет служащих и приказчиков затем Совет железнодорожных рабочих, 22 марта создан Совет солдатских депутатов, 26 марта Совет рабочих депутатов, в июле эсерами создан Совет крестьянских депутатов, который поддерживал интересы крупных собственников-землевладельцев. Большинство в Советах держали меньшевики и эсеры, влияние большевиков было незначительным, городской комитет РСДРП, созданный 4 апреля 1917 года, прибывшим в Арзамас агитатором ЦК РСДРП Я. М. Окунёвым насчитывал около 30 членов. После июльских событий в Петрограде вновь началось преследование большевиков. Все арзамасские Советы с большинством эсеров-меньшевиков, поддержали Временное правительство, большевики взяли курс на поддержку крестьян и рабочих и их влияние росло, так как основные проблемы (изнурительная война, социальная незащищённость низших слоёв народа, остатки помещичьего землевладения в деревне и др.) Временное правительство было не способно решить.
В городе обострилась нехватка продовольствия, обострялись отношения между рабочими и администрацией заводов. С 22 по 26 августа прошла общегородская забастовка, закончившаяся уступками фабрикантов. 11 сентября произошло слияние Совета рабочих и солдатских депутатов, который продолжал оставаться эсеро-меньшевистским, но большинство в фабричных и железнодорожных комитетах профсоюза уже захватили большевики. Крестьяне вновь активизировали захваты земель и разорение помещичьих усадеб. 25 октября группа милиционеров арестовала уездного комиссара Ю. А. Тархова, начальника милиции А. М. Полякова и его помощников, по требованию собравшегося народа прошли обыски у городской буржуазии, в ходе которых нашли большие запасы продовольствия, обстановка накалялась.
Октябрьская революция в Петрограде вызвала поток в Арзамас противоречивых телеграмм. Утром 28 октября большевистский представитель А. С. Рязанов привёз из Москвы директиву областного большевистского бюро о необходимости незамедлительного захвата власти на местах и активизации разъяснительной работы в массах. По городу шли митинги разной политической направленности, вскоре Арзамас был объявлен на военном положении, эсеры и меньшевики начали создавать антибольшевистскую боевую дружину, 11 ноября был создан Комитет спасения Родины и Свободы под председательством кадета Н. И. Калмина.
17 ноября по инициативе большевиков в городе переизбран Совет рабочих и крестьянских депутатов, который на следующий день принял резолюцию о признании в стране власти Советов рабочих и крестьянских депутатов, о полномочиях комиссаров Рабоче-крестьянского правительства, о роспуске Комитета спасения Родины и Свободы, установил контроль за воинским гарнизоном, почтой и телеграфом. 18 ноября (1 декабря по новому стилю) считается днём установления в Арзамасе советской власти.

### Советский период
После Февральской революции в Арзамасе возникают Совет рабочих депутатов и Совет солдатских депутатов (в городе находился военный гарнизон), несколько позднее, в апреле—мае 1917 года, решением губернского Совета крестьянских депутатов организуется уездный Совет крестьянских депутатов. После Октябрьской революции Арзамасский Совет рабочих депутатов принял резолюцию о признании власти Советов.
17—18 декабря 1917 года в Арзамасе провозглашена Советская власть.
Во время Гражданской войны, когда силами белых частей и чехословацкими легионерами была взята Казань, в Арзамасе располагался штаб Восточного фронта Советской республики. В это время в ряды ЧОН ушёл Аркадий Голиков (Гайдар), живший в городе с 1912 года и ставший впоследствии известным и популярным в СССР детским писателем.
После подписания В. И. Лениным декрета «Об организации мер борьбы с огнём» при ВСНХ был организован центральный пожарный отдел. На заседании коллегии Отдела Управления Арзамасского УИКа от 22 июня 1923 года была организована Уездная комиссия по борьбе с пожарами. Пожарная вольная команда из-за плохой организации работы сокращена после 1-й губернской конференции в 1936 году. До 1982 года в Арзамасе функционировала только профессиональная пожарная охрана, общее руководство которой осуществлял Арзамасский отряд профессиональной пожарной охраны. С 1980 года в г. Арзамасе стали создаваться военизированные пожарные части.
Ноябрь 1928 года — начало работы местного трансляционного радиоузла.
5 июля 1929 год — начало издания газеты «Арзамасская деревня» (с 1 января 1932 года «Арзамасская правда»). В этом же году, силами рабочих представителей, в Арзамасском районе проведена коллективизация. Организовано 36 новых колхозов и 169 сельскохозяйственных объединений.
В 1931 году создаётся первая машинно-тракторная станция.
В наиболее напряженный период Великой Отечественной войны Арзамас был выбран И. В. Сталиным как одно из мест размещения Ставки Верховного Главнокомандования в случае сдачи Москвы и запасного узла связи Генерального штаба («Объект 808»). В городе и вблизи него велись работы по строительству бункеров и монтаж систем связи. С 17 октября по 20 ноября 1941 года здесь находился эшелон Генштаба во главе с маршалом Б. М. Шапошниковым. В связи изменением положения на фронтах работы не были закончены.
В предвоенный и начальный послевоенный период город и его промышленность развивалась относительно медленно, это объяснялось слабой энергетической базой, плохим водоснабжением и сельскохозяйственной направленностью района. Основными предприятиями были Войлочная фабрика им. Будённого, ликёро-водочный завод, пивной завод и хлебокомбинат, 11 мастерских артелей, которые специализировались на выпуске около 200 видов продукции. Положение начало меняться с 1950-х, когда город, в рамках создания Единой энергосистемы СССР, был подключён к ГоГРЭС, а проблема водоснабжения решена строительством водопровода от Пустынских озёр.
6 января 1954 года Арзамас ненадолго стал областным центром. Из состава Горьковской области была выделена Арзамасская область площадью 27,2 тыс. км², которая делилась на 32 района, однако это территориальное деление оказалось неэффективным и 23 апреля 1957 года Арзамасская область была упразднена и вновь включена в состав Горьковской области, а Арзамасу возвращён статус райцентра.
Период 1950—1980-х характеризуется значительным социальным и промышленным развитием города, сопровождавшимся появлением новых крупных предприятий и почти 3-кратным ростом численности населения.
Параллельно с закладкой заводов и строительством новых микрорайонов города в восьмой пятилетке быстро развивается стройиндустрия. С 1955 года начала свою деятельность первая проектная организация — «Облпроект». В 1956 году запущен асфальто-бетонный завод, позднее завод кирпича и сборного железобетона, стеновых материалов для возведения промышленных предприятий, культурно-бытовых объектов и жилых домов.
В 1956 году началось строительство завода А-161 (сейчас АО «Арзамасский приборостроительный завод имени П. И. Пландина»), который, во многом благодаря талантливому руководителю и организатору, почётному гражданину Арзамаса П. И. Пландину, превратился в крупнейшее предприятие города и одно из ведущих предприятий авиаприборостроения СССР. По гражданской продукции он известен популярным кассетным магнитофоном «Легенда-404» и компактными системами ЧПУ станков, но основное производство было сосредоточено в военной области. Завод создал в городе мощную систему подготовки кадров, приборостроительный техникум (1964 год), институт, общежития, инфраструктуру доступных бытовых, медицинских, спортивных учреждений, имел лучший в области пионерлагерь, профилакторий «Морозовский», базу отдыха в Крыму, поддерживал городские школы и сеть детских дошкольных учреждений, строительство новых жилых микрорайонов, содержал за городом свой агроцех — совхоз «Морозовский». После распада СССР Арзамасский приборостроительный завод пережил сильный кризис и начал возрождаться только в конце 1990-х.
В марте 1969 года был заложен «Арзамасский завод автомобильных запчастей» (ныне ПАО «Арзамасский машиностроительный завод»), который первоначально производил комплектующие для Горьковского автозавода, а с расширением производства в 1981 году начал выпуск боевой техники БТР-70, БРДМ-2, БТР-80, также став одним из градообразующих и значимых предприятий оборонно-промышленного комплекса СССР.
В 1978 году указом Президиума Верховного Совета СССР в ознаменование 400-летие Арзамаса город награждён орденом «Знак Почёта».
Всего в середине 1980-х в городе было также около 10 менее крупных предприятий: ООО "Арзамасское ПО «Автопровод», завод коммунального машиностроения «Коммаш», Арзамасский завод радиодеталей (сейчас ОАО «Рикор Электроникс»), несколько продовольственных комбинатов, комбинатов бытового обслуживания и др.
Помимо этого Арзамас продолжал оставаться вторым по величине железнодорожным узлом Горьковской области на направлении Москва-Свердловск (в годы семилетки, дорога переведена на электрическую тягу).
А также центром сельскохозяйственного района, где успешно культивировалась озимая пшеница местных сортов, картофель. В 1960-х Арзамасский район стал одним из крупнейших в стране производителей лука. В сельском хозяйстве активно использовалась помощь «шефских» предприятий, в частности Горьковский автозавод шефствовал над многими колхозами Арзамасского района.

### Современность

Собор Воскресения Христова на Соборной площади

Арзамас включён в список исторических городов, требующих особого отношения к сохранению их историко-культурного наследия. Основанием для этого послужило наличие на территории около 150 памятников (25 из них — общероссийского значения) истории, культуры и архитектуры, взятых под государственную охрану.
Современный Арзамас — это гармоничное сочетание старины и современности, патриархальности бывшей провинции и новых веяний в развитии общественных пространств.
Сегодня Арзамас — единственный город в Нижегородской области со статусом исторического поселения федерального значения, один из духовных центров страны. Город входит в паломническо-туристический кластер «Арзамас — Дивеево — Саров». В рамках его развития в 2021—2023 годах прошла реконструкция исторического центра Арзамаса, включающая в себя более 50 га территории города.

Смотровая площадка за Воскресенским собором

В рамках благоустройства отреставрировали Воскресенский собор и реконструировали Соборную площадь, выведя за её пределы весь личный транспорт. Отреставрировали Спасо-Преображенский собор, здания Арзамасского музыкального колледжа. Был сформирован пешеходный маршрут по улице Карла Маркса, связывающий обновлённый Парк культуры и отдыха имени А. П. Гайдара с Соборной площадью и прилегающими улицами.
Была реконструирована улица Гостиный Ряд: расширено пространство для пешеходов, проработана стилистика вывесок в оригинальных шрифтах 1903 года. В 2024 году на конкурсе «Торговля России» Гостиный Ряд в Арзамасе признали лучшей торговой улицей страны.
Сегодня Арзамас является развитым промышленным центром Нижегородской области: здесь выпускаются автомобили и запасные части к ним, оборудование для лёгкой промышленности, медицинская техника, железобетонные изделия, действуют предприятия оборонно-промышленного комплекса (ОПК) Российской Федерации.

## Административно-территориальное устройство
Арзамас является городом областного значения и административным центром городского округа город Арзамас. С 2005 до 2022 годы в городе располагались органы управления Арзамасского муниципального района, упразднённого в пользу городского округа в мае 2022 года.
Город имеет условное территориальное деление: центр, исторический центр, первый Арзамас, второй Арзамас, третий Арзамас, Ивановка, 408 км, 11 микрорайон, микрорайоны Южный, Лесной, Сосновый, Кирилловский, Заречный, Жигули, Дубки, Высокая гора.

### Органы власти
К органам местного самоуправления Арзамаса относятся:

#### Глава города
Мэр города Арзамаса — высшее должностное лицо муниципального образования, избираемое городской Думой из числа кандидатов, представленных конкурсной комиссией по результатам конкурса, и возглавляющее администрацию города. Глава города издаёт постановления и распоряжения администрации по вопросам местного значения и вопросам, связанным с осуществлением отдельных государственных полномочий. С 1991 года по настоящее время на посту мэра побывало шестеро: Сергей Метла, Анатолий Мигунов, Михаил Бузин, Татьяна Парусова и Михаил Мухин. 11 декабря 2018 года на эту должность был избран Александр Щёлоков.

#### Городская Дума

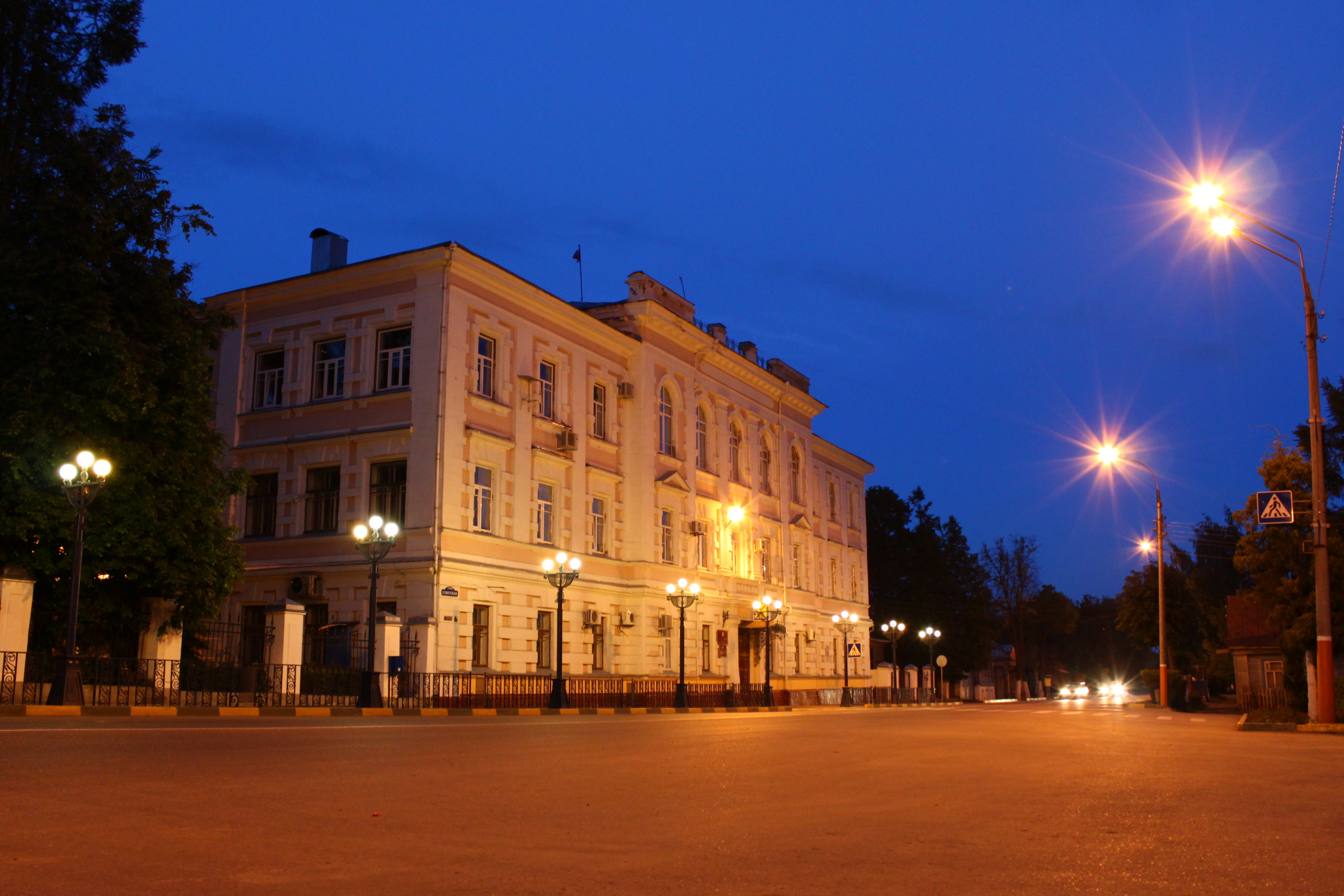
Арзамасская городская дума

Городская Дума (представительный орган) избирается сроком на 5 лет гражданами, место жительства которых расположено в пределах избирательного округа, на основе всеобщего равного прямого избирательного права при тайном голосовании. Городская Дума принимает решения, устанавливающие правила, обязательные для исполнения на территории муниципального образования, решение об удалении главы муниципального образования. Городская Дума состоит из двадцати пяти депутатов, в том числе шестнадцать депутатов избирается по одномандатным избирательным округам и девять депутатов избирается по муниципальному избирательному округу пропорционально числу голосов, поданных за муниципальные списки кандидатов, выдвинутые избирательными объединениями. Председателем Арзамасской городской Думы шестого созыва является Игорь Плотичкин.

#### Администрация города
Администрация города (исполнительно-распорядительный орган) состоит из 18 департаментов и отделов, главой является мэр. Администрация выполняет распоряжения главы города по вопросам местного значения и вопросам, связанным с осуществлением отдельных государственных полномочий.

### Официальные символы города

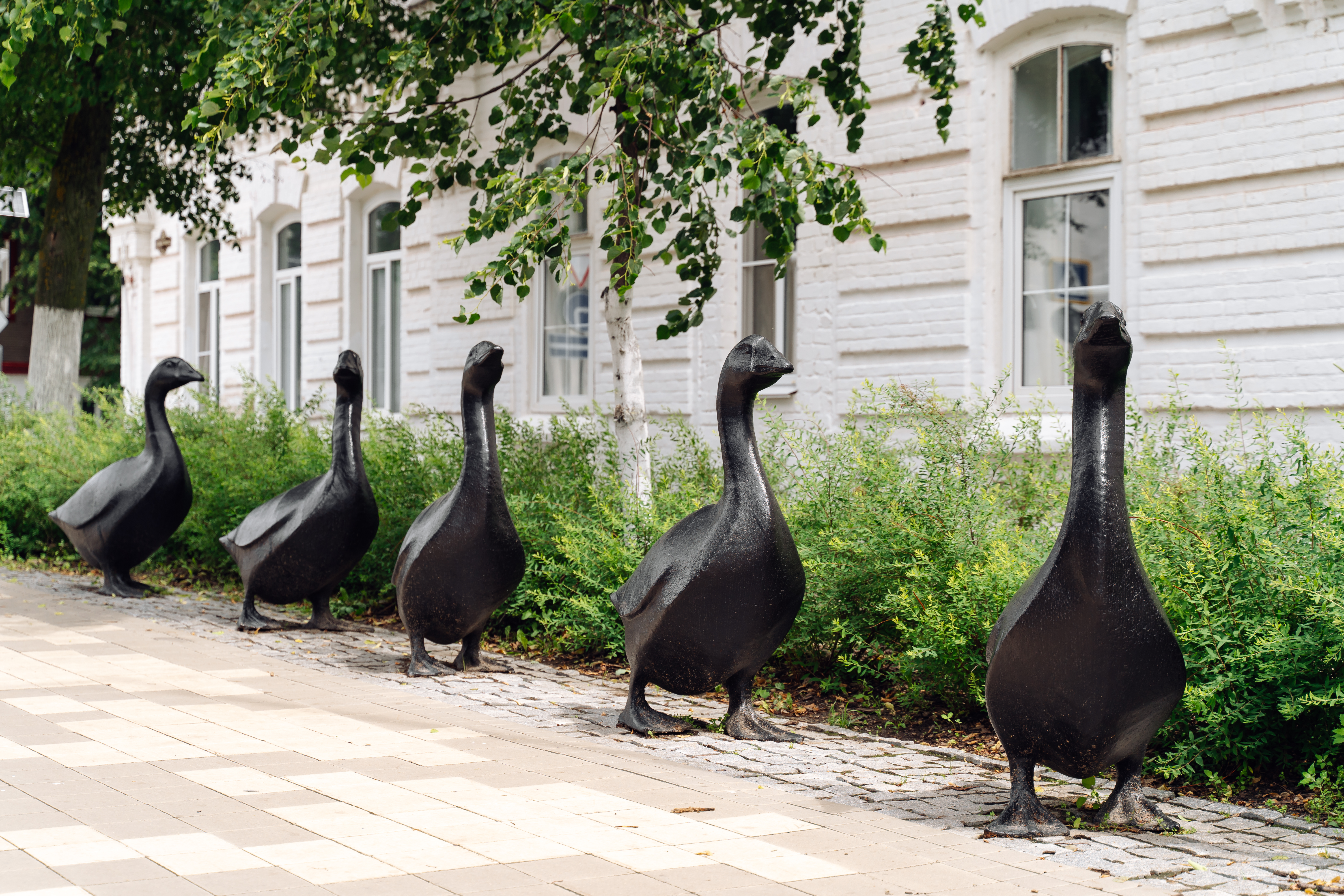
Бронзовые гуси на Литературном перекрёстке в городе Арзамасе

Исторический герб Арзамаса был Высочайше утверждён 16 августа 1781 года Указом Екатерины II. Геральдическое описание герба гласило: «На золотом поле два стропила, одно из которых красное, а другое зелёное». Постановлением мэра города Арзамаса от 19 ноября 1993 года № 992 данный герб был официально восстановлен. В соответствии с постановлением мэра города от 5 февраля 1997 года № 43 в описание герба были внесены изменения, после чего оно приобрело следующий вид: «В золотом поле два стропила — опрокинутое червлёное (красное) и зелёное, соединённые остриями в сердце щита».
Флаг Арзамаса утверждён Решением Арзамасской городской Думы от 17 ноября 2006 года № 136 и имеет следующее описание: «Флаг города Арзамаса представляет собой прямоугольное полотнище с отношением ширины к длине 2:3, воспроизводящее композицию герба города Арзамаса в жёлтом, красном и зелёном цветах».
Символами города являются арзамасские гуси — особая порода, которая славилась своей выносливостью, а также арзамасский лук — местный сорт репчатого лука. Эти символы являются частью герба Арзамасского района, а самих жителей прозвали «луковниками» и «гусятниками». Кроме того, в самом Арзамасе на улице Карла Маркса и на Литературном перекрёстке установлены бронзовые фигуры гусей.

## Внешние связи
Арзамас долгое время не имел городов-побратимов, но 24 июля 2004 года произошло событие, которое стало знаковым в истории города. Арзамас и ряд городов подписали договор о сотрудничестве. По состоянию на 2024 год у Арзамаса 14 городов-побратимов.
|                |                                           | Города-побратимы \| Город \| Регион \| Страна \| Дата \| \| -------------- \| ----------------------------------------- \| ------------------------------- \| -------- \| \| Воложин \| Минская область \| Беларусь \| 2004[53] \| \| Попово \| Тырговиштская область \| Болгария \| 2004 \| \| Зарайск \| Московская область \| Россия \| 2007 \| \| Ростов Великий \| Ярославская область \| Россия \| 2008 \| \| Новый Афон \| Гудаутский район/Гудаутский муниципалитет \| / Республика Абхазия/Грузия[54] \| 2013 \| \| Алупка \| Республика Крым \| Россия \| 2014 \| \| Славгород \| Могилёвская область \| Беларусь \| 2016 \| \| Сморгонь \| Гродненская область \| Беларусь \| 2017[55] \| \| Чаусы \| Могилёвская область \| Беларусь \| 2017 \| \| Вагаршапат \| Армавирская область \| Армения \| 2021[56] \| \| Харцызск \| Донецкая Народная Республика \| ДНР \| 2022 \| \| Хуаншань \| Провинция Аньхой \| КНР \| 2022 \| \| Рума \| Воеводина \| Сербия \| \| |      |
| Город          | Регион                                    | Страна | Дата |
| Воложин        | Минская область                           | Беларусь | 2004 |
| Попово         | Тырговиштская область                     | Болгария | 2004 |
| Зарайск        | Московская область                        | Россия | 2007 |
| Ростов Великий | Ярославская область                       | Россия | 2008 |
| Новый Афон     | Гудаутский район/Гудаутский муниципалитет | / Республика Абхазия/Грузия | 2013 |
| Алупка         | Республика Крым                           | Россия | 2014 |
| Славгород      | Могилёвская область                       | Беларусь | 2016 |
| Сморгонь       | Гродненская область                       | Беларусь | 2017 |
| Чаусы          | Могилёвская область                       | Беларусь | 2017 |
| Вагаршапат     | Армавирская область                       | Армения | 2021 |
| Харцызск       | Донецкая Народная Республика              | ДНР | 2022 |
| Хуаншань       | Провинция Аньхой                          | КНР | 2022 |
| Рума           | Воеводина                                 | Сербия |      |

## Население
| 1856     | 1897     | 1913     | 1926     | 1931     | 1939     | 1959     |
| -------- | -------- | -------- | -------- | -------- | -------- | -------- |
| 10 300   | ↗11 000  | ↗18 900  | ↘15 000  | ↗21 000  | ↗26 000  | ↗41 518  |
| 1967     | 1970     | 1973     | 1975     | 1976     | 1979     | 1982     |
| ↗57 000  | ↗67 459  | ↗77 000  | ↗86 000  | →86 000  | ↗93 251  | ↗100 000 |
| 1985     | 1986     | 1987     | 1989     | 1990     | 1991     | 1992     |
| ↘94 000  | ↗99 000  | ↗108 000 | ↗108 951 | ↗110 000 | ↗112 000 | →112 000 |
| 1993     | 1994     | 1995     | 1996     | 1997     | 1998     | 1999     |
| →112 000 | →112 000 | →112 000 | →112 000 | →112 000 | ↘111 000 | ↗111 300 |
| 2000     | 2001     | 2002     | 2003     | 2004     | 2005     | 2006     |
| ↘110 700 | ↘109 600 | ↘109 432 | ↘109 400 | ↘108 400 | ↘107 600 | ↘106 800 |
| 2007     | 2008     | 2009     | 2010     | 2011     | 2012     | 2013     |
| ↘106 300 | ↘106 075 | ↘105 787 | ↗106 362 | ↘106 248 | ↘105 667 | ↘105 344 |
| 2014     | 2015     | 2016     | 2017     | 2018     | 2019     | 2020     |
| ↘105 065 | ↘104 831 | ↘104 785 | ↘104 547 | ↘104 140 | ↘103 930 | ↗103 979 |
| 2021     | 2023     | 2024     | 2025     |          |          |          |
| ↗104 908 | ↘103 997 | ↘103 629 | ↘103 538 |          |          |          |

На 1 января 2025 года по численности населения город находился на 167-м месте из 1124 городов Российской Федерации.
По национальности 97,39 % населения города — русские. 67 % жителей города трудоспособного возраста, коэффициент демографической нагрузки составляет 0,49.
По состоянию на 2015 год в городе родилось 1370 детей. Ушло из жизни 1323 арзамасца. Естественный прирост населения составил 47 человек. В город прибыли 1135 человек, выехали из города 1226 человек. Миграционный отток населения составил 91 человек.
В 1737 году численность населения составляла 7 тыс. человек, к 1913 году число горожан увеличилось до 18,9 тысяч. В ходе советской индустриализации, и особенно получение статуса областного центра, границы города расширились, в основном в северном направлении от исторического центра, в связи с чем население города изменилось с 15 тыс. в 1926 году до 41,5 тыс. в 1959 году. В 70-х годах прошлого века началось бурное развитие приборостроительного завода и строительство машиностроительного предприятия (основные градообразующие предприятия). В 1989 году в городе проживало 108,9 тыс. человек, по численности населения город занимал 143-е место в РСФСР. С 2000-х годов наблюдается снижение численности населения.

### Основные демографические показатели
По данным администрации города:
| Год  | Количество родившихся | Количество умерших | Естественный прирост | Количество прибывших | Количество выбывших | Миграционный прирост |
| ---- | --------------------- | ------------------ | -------------------- | -------------------- | ------------------- | -------------------- |
| 2010 | 1176                  | 1394               | −218                 | 706                  | 964                 | −258                 |
| 2011 | ↘1156                 | ↘1265              | ↗-109                | ↗834                 | ↗1306               | ↘-472                |
| 2012 | ↗1279                 | ↗1285              | ↗-6                  | ↗1086                | ↗1403               | ↗-317                |
| 2013 | ↘1213                 | ↘1276              | ↘-63                 | ↗1416                | ↗1632               | ↗-216                |
| 2014 | ↘1180                 | ↘1264              | ↘−84                 | ↘1284                | ↘1430               | ↗−146                |
| 2015 | ↗1370                 | ↗1323              | ↗47                  | ↘1135                | ↘1226               | ↗-91                 |
| 2016 | ↘1337                 | ↘1320              | ↘17                  | ↗1205                | ↗1469               | ↘-264                |
| 2017 | ↘1187                 | ↘1202              | ↘-15                 | ↘1164                | ↗1549               | ↘-385                |
| 2018 | ↘1075                 | ↗1223              | ↘-148                | ↗1371                | ↘1425               | ↗-54                 |
| 2019 | ↘1007                 | ↗1260              | ↘-253                | ↗1681                | ↘1371               | ↗310                 |
| 2020 | ↘939                  | ↗1615              | ↘-676                | ↘1336                | ↘1236               | ↘100                 |
| 2021 | ↘853                  | ↗1618              | ↘-765                | ↗1472                | ↗1445               | ↘27                  |

### Национальный состав
Численность и доля этнических групп по данным Всероссийской переписи населения 2010 года:
|               | Численность | Доля (в %) |
| ------------- | ----------- | ---------- |
| Всего:        | 106362      | 100,0      |
| Русские       | 103589      | 97,4       |
| Украинцы      | 374         | 0,35       |
| Мордва        | 318         | 0,3        |
| Цыгане        | 249         | 0,23       |
| Татары        | 235         | 0,22       |
| Армяне        | 177         | 0,16       |
| Чуваши        | 165         | 0,15       |
| Азербайджанцы | 128         | 0,12       |
| Белорусы      | 101         | 0,09       |
| Езиды         | 69          | 0,06       |
| Узбеки        | 59          | 0,05       |
| Евреи         | 32          | 0,03       |
| Немцы         | 27          | 0,02       |
| Таджики       | 25          | 0,02       |
| Молдаване     | 23          | 0,02       |
| Башкиры       | 22          | 0,02       |
| Удмурты       | 18          | 0,01       |
| Марийцы       | 17          | 0,01       |
| Другие        | 152         | 0,14       |
| Не указано    | 582         | 0,55       |

## Экономика
Экономика города характеризуется доминированием промышленного сектора, который составляет 73 %. На долю подрядных работ приходится 5,2 %. Услуги предприятий торговли и общественного питания (торговая наценка) составляют 7,1 %, транспорт и связь — 2,8 %. Сектор «Прочие» включает услуги ЖКХ, бытового обслуживания населения, образования, науки, здравоохранения, культуры, физкультуры, социального обеспечения, операции с недвижимым имуществом и пр. В экономике города этот сектор занимает около 12 %.
За 2017 год предприятиями и организациями города было отгружено 45,619 млрд руб. Важнейшее место в структуре экономики Арзамаса в этом периоде занимали промышленные предприятия — 39,306 млрд рублей, оптовая и розничная торговля — 4,992 млрд рублей, строительство — 2,422 млрд руб., транспорт и связь — 1,285 млрд руб. Численность занятых в экономике Арзамаса в 2017 году составляла в среднем 27 473 человек (78 % от всего трудоспособного населения города).
Численность официально зарегистрированных безработных на 01.01.2018 — 293 человека, уровень регистрируемой безработицы — 0,67. Среднемесячная номинальная начисленная заработная плата в 2017 году составила 27,9 тыс. руб.

### Промышленность
Арзамас — крупный промышленный центр Нижегородской области. В промышленном комплексе осуществляют деятельность 14 крупных и средних промышленных предприятий разных отраслей: машиностроения, радио- и приборостроения, стройиндустрии, пищевой промышленности.

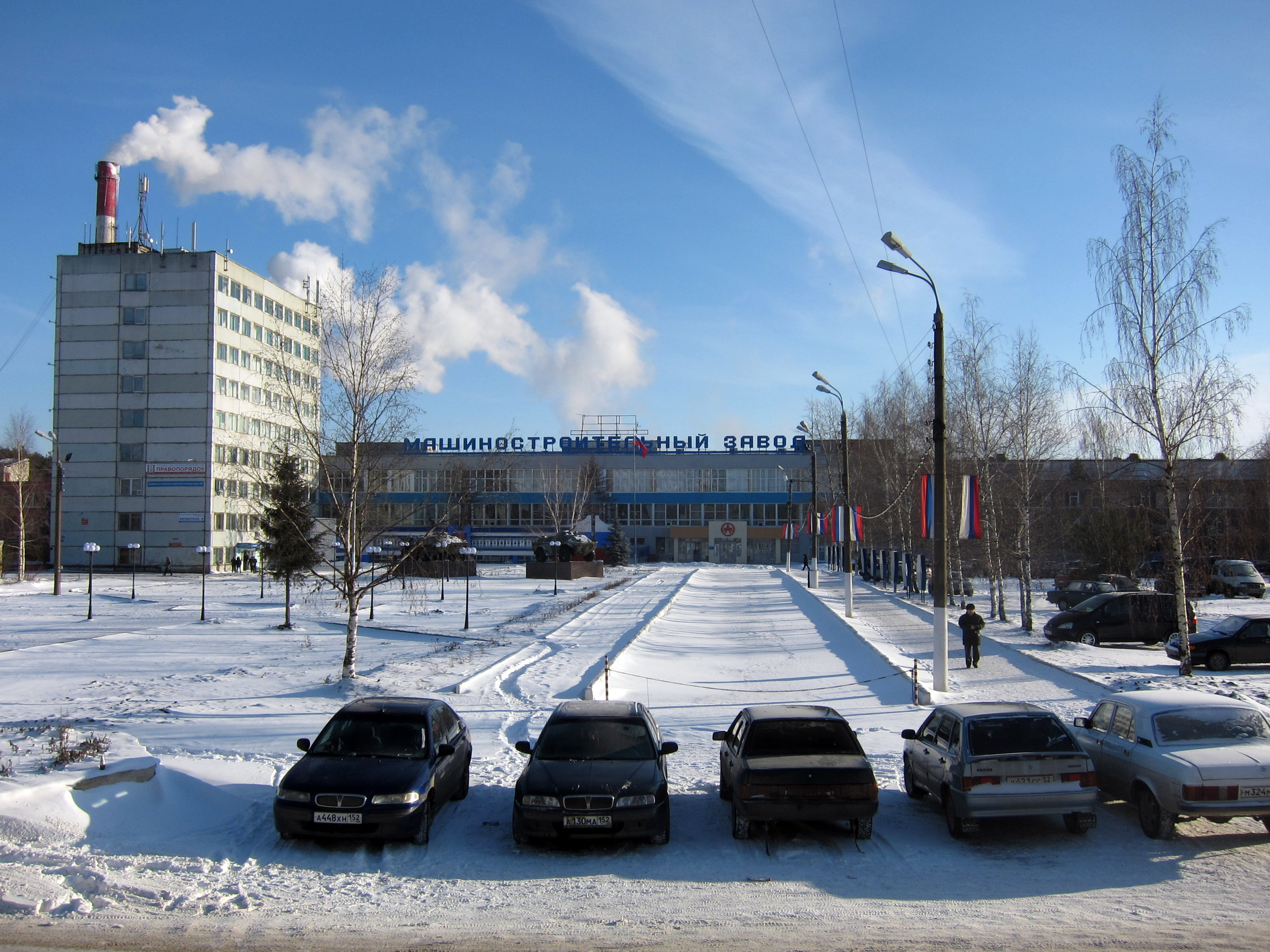
Главный вход в АМЗ

В XVIII веке значение Арзамаса как крепости стало падать, но зато все более и более усиливалась роль торгового и промышленного центра. Быстрому развитию города способствовало расположение его на перекрёстке больших торговых дорог. Через Арзамас проходило до десятка важнейших трактов: Московский, Симбирский, Нижегородский, Саратовский, Тамбовский и т. д.
В 1827 году в городе вместе с Выездной слободой насчитывалось 49 заводов (37 кожевенных и 6 салотопенных). На «заводах» господствовал ручной труд. Только 1833 году на предприятии богатейшего фабриканта Подсосова был установлен первый в городе паровой двигатель. Также был открыт завод металлических, главным образом медных, изделий. В 1885 году была открыта новая войлочная фабрика.
В 1890 году в Арзамасе было 18 фабрик и заводов, на которых числилось 366 рабочих.
Новый толчок росту арзамасской промышленности дала начавшаяся в 1914 году империалистическая война. Местные фабриканты получили значительные и прибыльные военные заказы и, чтобы выполнить их, стали расширять производство, увеличивать число рабочих. В августе-октябре 1918 года уездный исполком национализировал банк, торговые заведения и промышленные предприятия, войлочные фабрики, кожевенные заводы, лесозаводы, типографии.

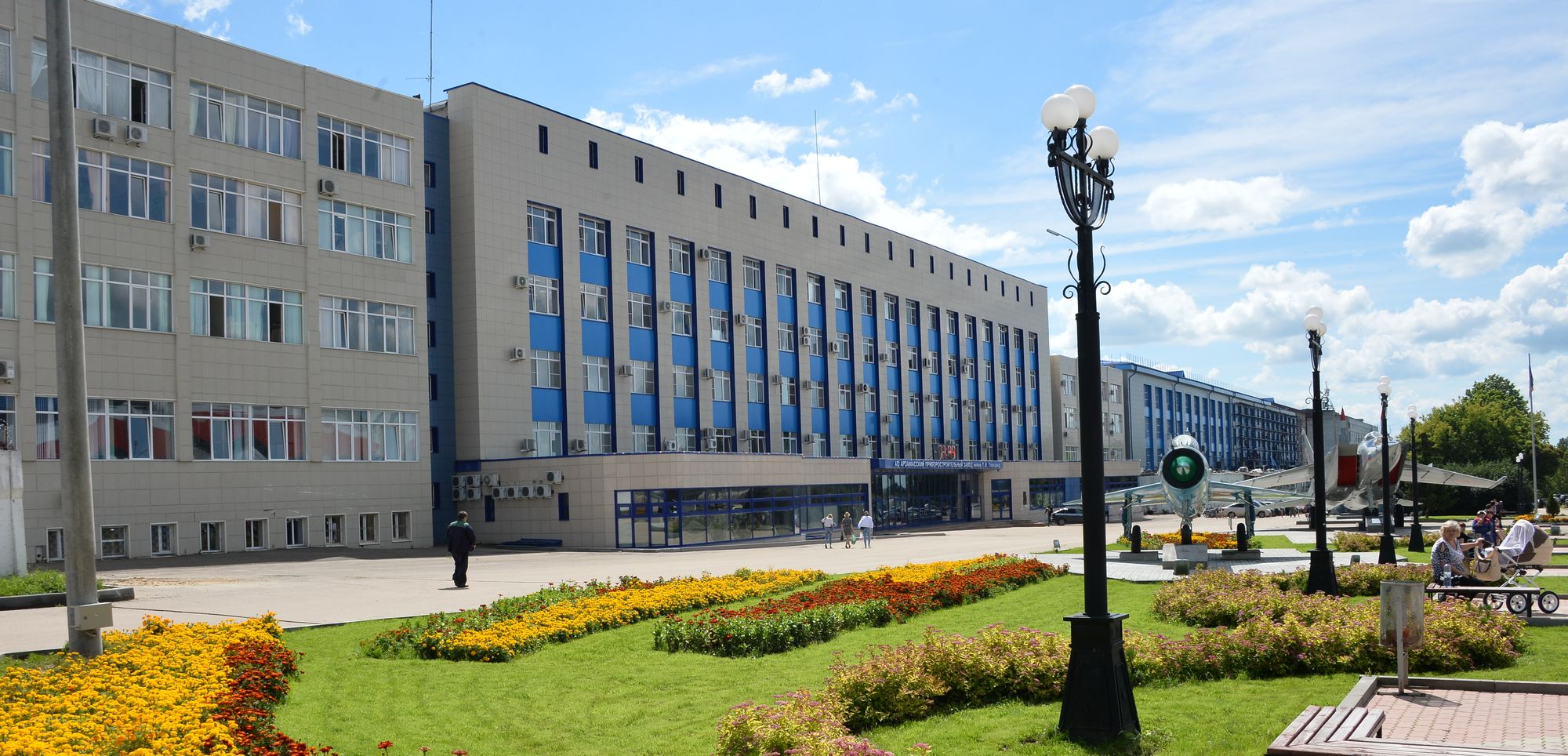
Проходная АПЗ

В годы первых пятилеток в Арзамасе намечалось строительство ряда крупных предприятий, но эти намётки в своём большинстве не были осуществлены: город не был готов к большому промышленному строительству — отсутствовали вода, пригодная для производственных целей, энергетическая база. Поэтому рост промышленности пошёл в Арзамасе в основном за счёт развития войлочного производства, промысловой кооперации и предприятий по переработке сельскохозяйственного сырья.
После решения проблем с электроэнергией и водой началось форсированное развитие существовавших производств и строительство ряда новых заводов и фабрик. Так, в 1957 году начинается строительство приборостроительного завода. Первоначально завод производил электродинамические фонарики (народное название — «жучок»). В 70-х годах ставится уклон на авиаприборостроение.
На сегодняшний день наиболее крупными предприятиями являются приборостроительный завод, машиностроительный завод, завод коммунального машиностроения, завод лёгкого машиностроения, «Темп-Авиа», «Рикор Электроникс», «Автопровод», «Импульс», литейно-механический завод «Старт», войлочная фабрика, хлебозавод.

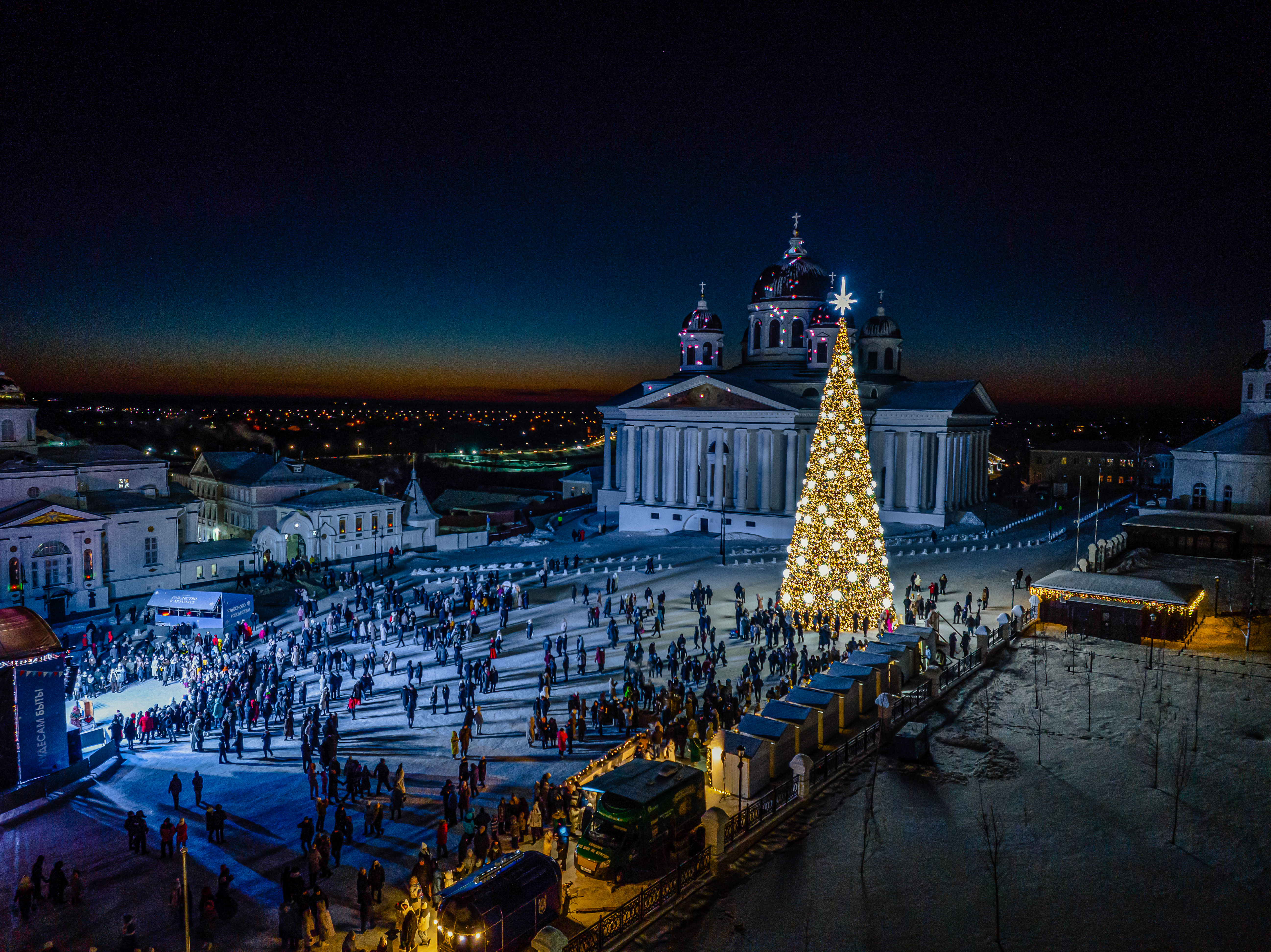
Фестиваль «Рождество в Арзамасе» на Соборной площади

В 2017 году на промышленных предприятиях города было занято 16127 человек. По сравнению с 2008 годом объём отгрузки товаров собственного производства увеличился на 25,1 млрд руб.

### Туризм
Арзамас — один из наиболее популярных туристических центров Нижегородской области. Это город с большим историческим и культурным значением, расположен на трассах туристических маршрутов в Сарово-Дивеевском и Болдинском направлениях. Серьёзный толчок развитию туризма дало включение в 2010 году Арзамаса в перечень исторических поселений федерального значения. На территории города находится 146 памятников культурно-исторического наследия, кроме того, здесь проходят различные культурные события: международный фестиваль православной и патриотической песни «Арзамасские купола», гастрономические фестивали «Арзамасский гусь» и «Арзамасский трактирщик».

Улица Гостиный Ряд в Арзамасе

Летом 2024 года был опубликован видеоролик, приглашающий посетить город Арзамас.
В январе 2024 года Арзамас впервые стал центром для Рождественского фестиваля. Летом 2024 года в городе впервые прошёл научно-гуманитарный фестиваль «Арзамас. Знание», в рамках которого прошло 5 публичных лекций от известных учёных и блогеров. Активности проходили на трёх благоустроенных площадках: Соборной площади, в сквере у Литературного перекрёстка на улице Карла Маркса и в парке культуры и отдыха имени А. П. Гайдара.

### Жилищно-коммунальное хозяйство
Общая площадь жилых помещений, приходящаяся в среднем на одного городского жителя, на конец 2018 года составляла 21,3 м². Общий размер жилищного фонда Арзамаса на 2018 год составлял 2,22 млн м² общей полезной площади. По состоянию на конец 2018 года, управление жилищным фондом осуществляло 9 управляющих компаний разных форм собственности, 37 товариществ собственников жилья и 31 жилищно-строительный кооператив.
В городе ведётся массовое жилищное строительство. Так, в 2017 году предприятиями и организациями всех форм собственности было введено в эксплуатацию 33,6 тыс. м² жилья. Реализуются ежегодные программы по проведению капитального ремонта многоквартирных домов, социальной поддержке жителей при приобретении (строительстве) жилья и др.
С юга на север проходит трасса газопровода высокого давления Саратов — Нижний Новгород — Череповец (Вологодская область), частично пересекая территорию города в границах городской черты. Ответвления от газопровода проходят в юго-западном, западном и северо-западном направлении.
Коридор высоковольтной линии электропередачи 220 кВ от подстанции «Арзамасский» пересекает территорию восточнее объездной дороги Арзамаса с юга на север.
Магистральные водоводы подходят к Арзамасу с юго-запада от Слизнёвского и с северо-запада от Пустынского водозаборов.

## Транспорт

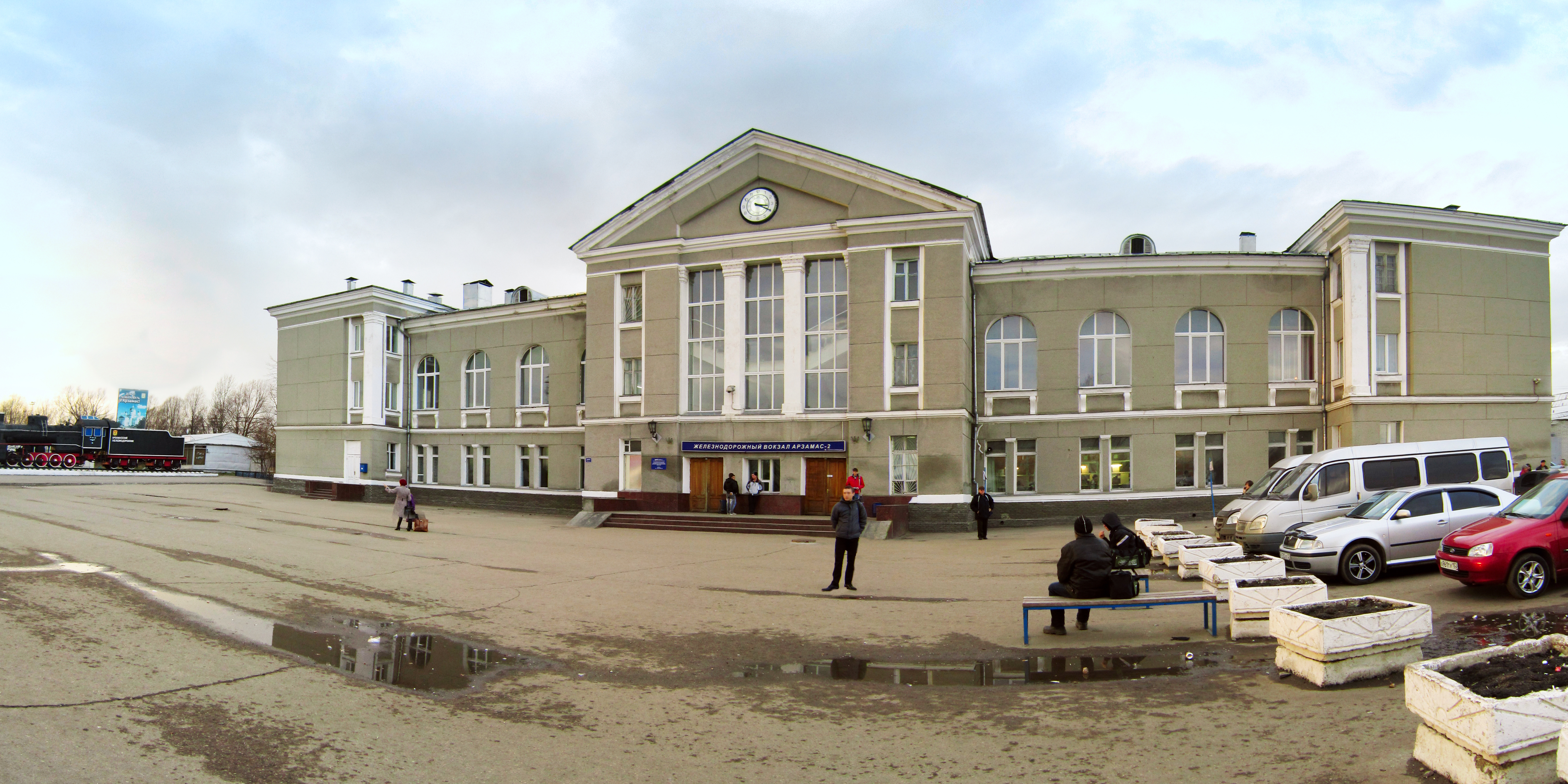
Здание вокзала «Арзамас-2»

Выгодное географическое расположение города Арзамаса является предпосылкой к его перспективному экономическому развитию.
Через Арзамас проходят транспортные связи Нижнего Новгорода с южными районами области: Вознесенским, Первомайским, Лукояновским, Больше-Болдинским, а также с Республикой Мордовией.

### Автомобильный транспорт
Через город проходят автодороги федерального значения: Р158 Нижний Новгород — Саратов, регионального значения: Р72 Владимир — Муром — Арзамас.
К северу от города проходит платная автодорога М-12 «Восток», которая станет частью международного транспортного коридора «Европа — Западный Китай». Она пересекается с дорогой федерального значения Р-158 в 9 километрах к северо-востоку от города.
Участок трассы М-12 «Восток» от Москвы до Арзамаса в Нижегородской области был открыт в сентября 2023 года. По этой дороге от Москвы до Арзамаса можно доехать за 3,5-4 часа — в два раза быстрее, чем прежде.
Междугородние автобусные рейсы отправляются с автовокзала. Автобусные маршруты связывают город со значительным количеством населённых пунктов как района, так и области.

Здание железнодорожного вокзала «Арзамас-1»

### Железнодорожный транспорт
Арзамас расположен на пересечении железнодорожных магистралей по направлениям Москва — Казань, Нижний Новгород — Пенза. Участок Нижний Новгород — Арзамас был открыт в 1901 году, а Москва — Арзамас — в 1911—1912 годах. В городе функционируют два вокзала: Арзамас I и Арзамас II. Пригородные поезда ходят до Нижнего Новгорода, Мурома, Сергача. Через Арзамас также проходят многие поезда дальнего следования.

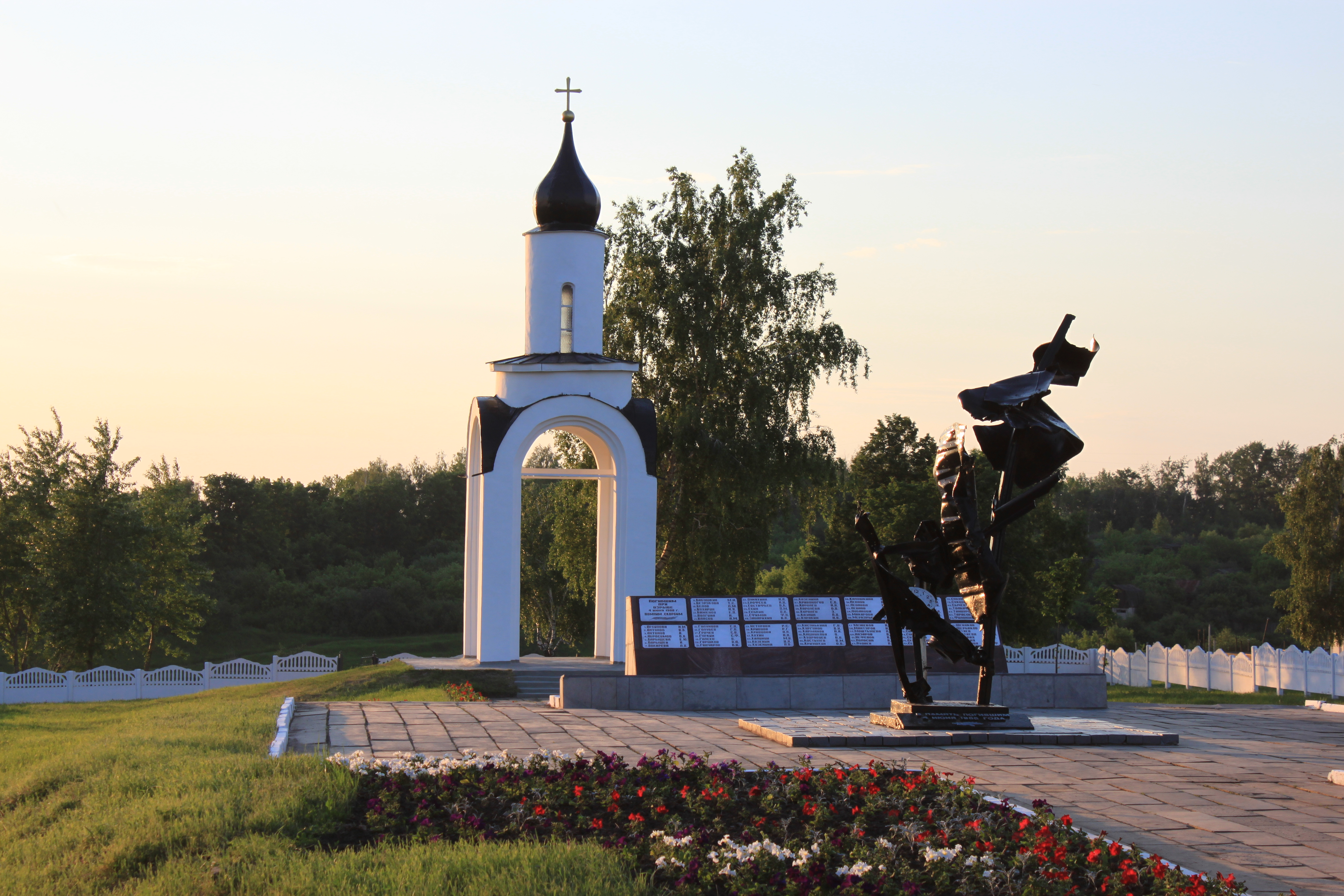
Мемориал погибшим 4 июня 1988 года

4 июня 1988 года произошёл взрыв железнодорожного состава, в котором находились три вагона со 120 тоннами взрывчатки, около станции Арзамас I.

### Воздушный транспорт
В 1955—1992 годы действовал аэродром, расположенный в 9 км от города вдоль трассы Арзамас — Дивеево. Был способен принимать самолёты Ан-2, Ан-3Т, Ан-28, Ан-38, Л-410, М-101Т. После ликвидации Арзамасской области предназначался для сельскохозяйственных нужд, доставки почты, охраны лесов.

### Городской транспорт
Городской транспорт в Арзамасе представлен автобусами и такси.

## Культура

Памятник Ступину возле Знаменской церкви

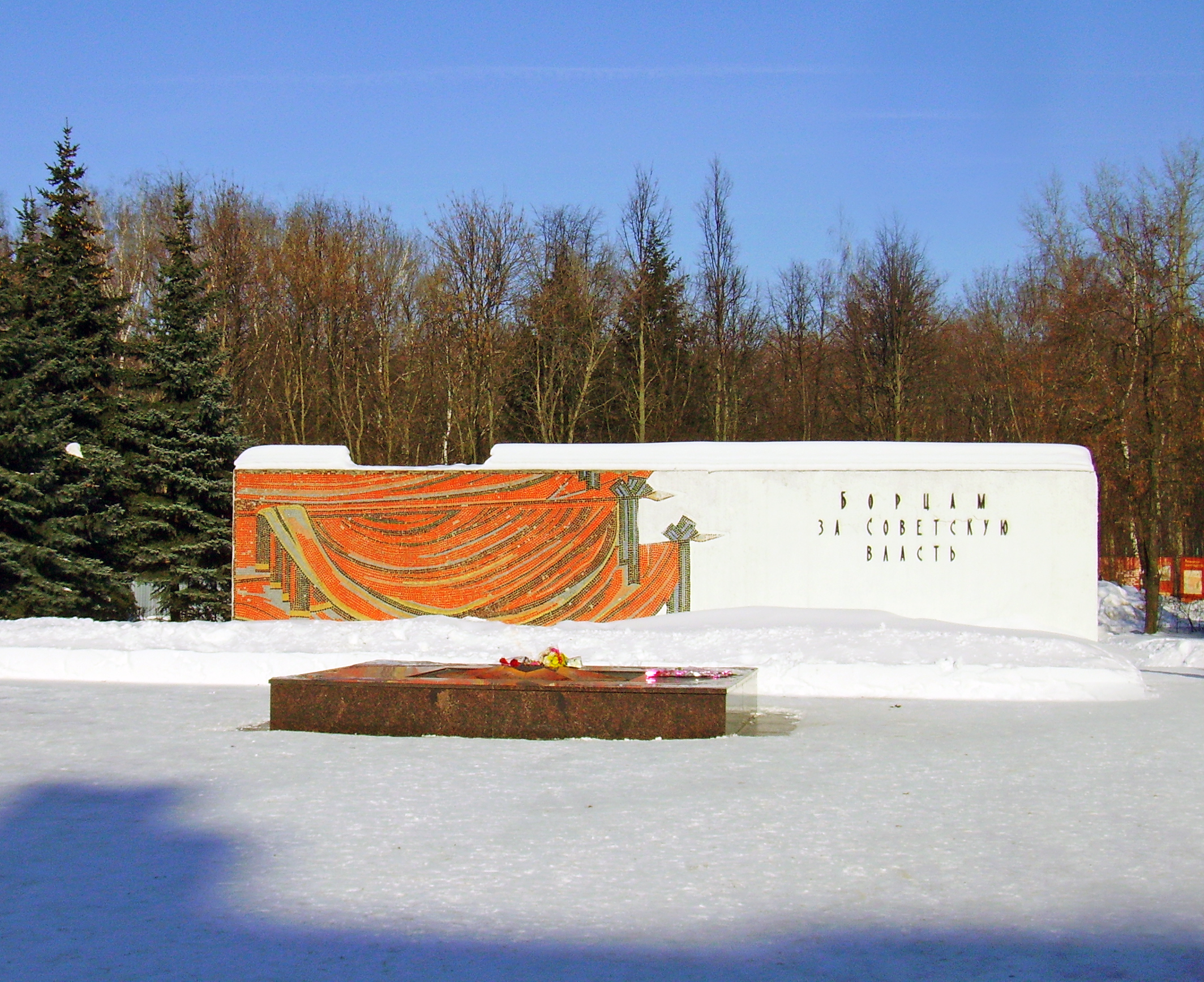
Памятник Борцам за Советскую власть и Вечный огонь

Арзамас является одним из культурных центров Нижегородской области. В городе развивается театральное искусство, работают музеи, библиотеки, выставочный зал, кинотеатр, парк культуры и отдыха, действуют музыкальное училище, городской дом культуры, художественная и две музыкальные школы.
Арзамас является родиной Патриарха Сергия (Страгородского), архитектора М. П. Коринфского, живописца-педагога А. В. Ступина, основавшем здесь первую в России художественную школу для детей всех сословий, русской писательницы М. С. Жуковой, деятеля народного образования В. П. Вахтерова и др.
В городе проездом бывали: Екатерина II, А. В. Суворов, П. И. Мельников-Печерский, Л. Н. Толстой, Н. Г. Чернышевский, В. Г. Короленко, К. Г. Паустовский, В. Маяковский, А. Паламарчук, А. Чичерин. Возможно, в городе был А. С. Пушкин.
В Арзамасе прошло детство писателя Аркадия Гайдара (Аркадия Петровича Голикова). Считается, что в свой литературный псевдоним — Гайдар — он зашифровал имя города: Г‑АЙ‑Д‑АР — Голиков Аркадий из Арзамаса.
С 5 мая по 4 октября 1902 года в ссылке в Арзамасе со своей семьёй жил писатель Максим Горький. На время они разместились в доме М. П. Подсосовой на Сальниковой улице (ныне улица Карла Маркса, 17, где расположен мемориальный музей Горького). Здесь автор завершил пьесу «На дне», работал над пьесами «Мещане» и «Дачники».
С Арзамасом теснейшим образом связана была жизнь преподобного Антония (Медведева), который был настоятелем Высокогорской пустыни, а с 1831 года, по желанию святителя Филарета Московского, наместником Троице-Сергиевой Лавры.

### Основные музеи
- Арзамасский историко-художественный музей с филиалами: Выставочный отдел историко-художественного музея;
- Литературный музей А. П. Гайдара с филиалами: в Литературном музее Гайдара можно увидеть рукописи, фотографии, личные вещи литератора; Бытовой музей — небольшой флигель, где прошли детство и юность Аркадия;
- Мемориальный музей М. Горького;
- Музей русского патриаршества — единственный в мире музей, экспозиции которого посвящены жизни русских патриархов и отражают основные вехи отечественной истории в лице предстоятелей церкви, расположен на цокольном этаже Воскресенского кафедрального собора;
- Музей истории АО «АПЗ»;
- Музей спорта на стадионе «Знамя».

### Театры и дома культуры
- Арзамасский театр драмы;
- Арзамасский городской дом культуры;
- Дом культуры «Ритм».

### Основные библиотеки
- Центральная городская библиотека им. М. Горького с филиалами в разных частях города;
- Городская детская библиотека им. А. П. Гайдара.

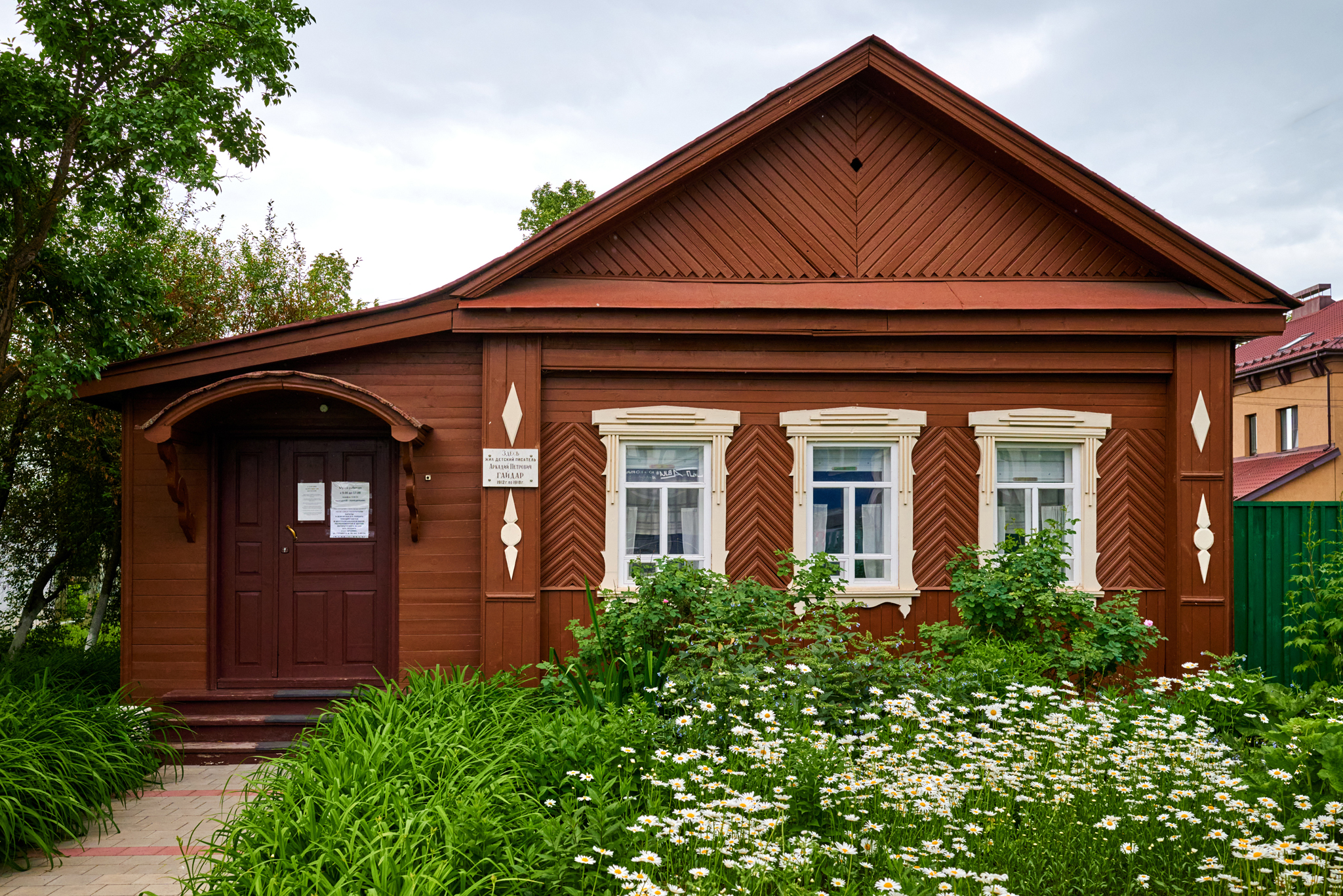
Дом-музей Аркадия Гайдара
Около здания Литературного музея А. П. Гайдара
Экспозиция в Музее русского патриаршества
Мемориальная доска на доме, где жил Максим Горький
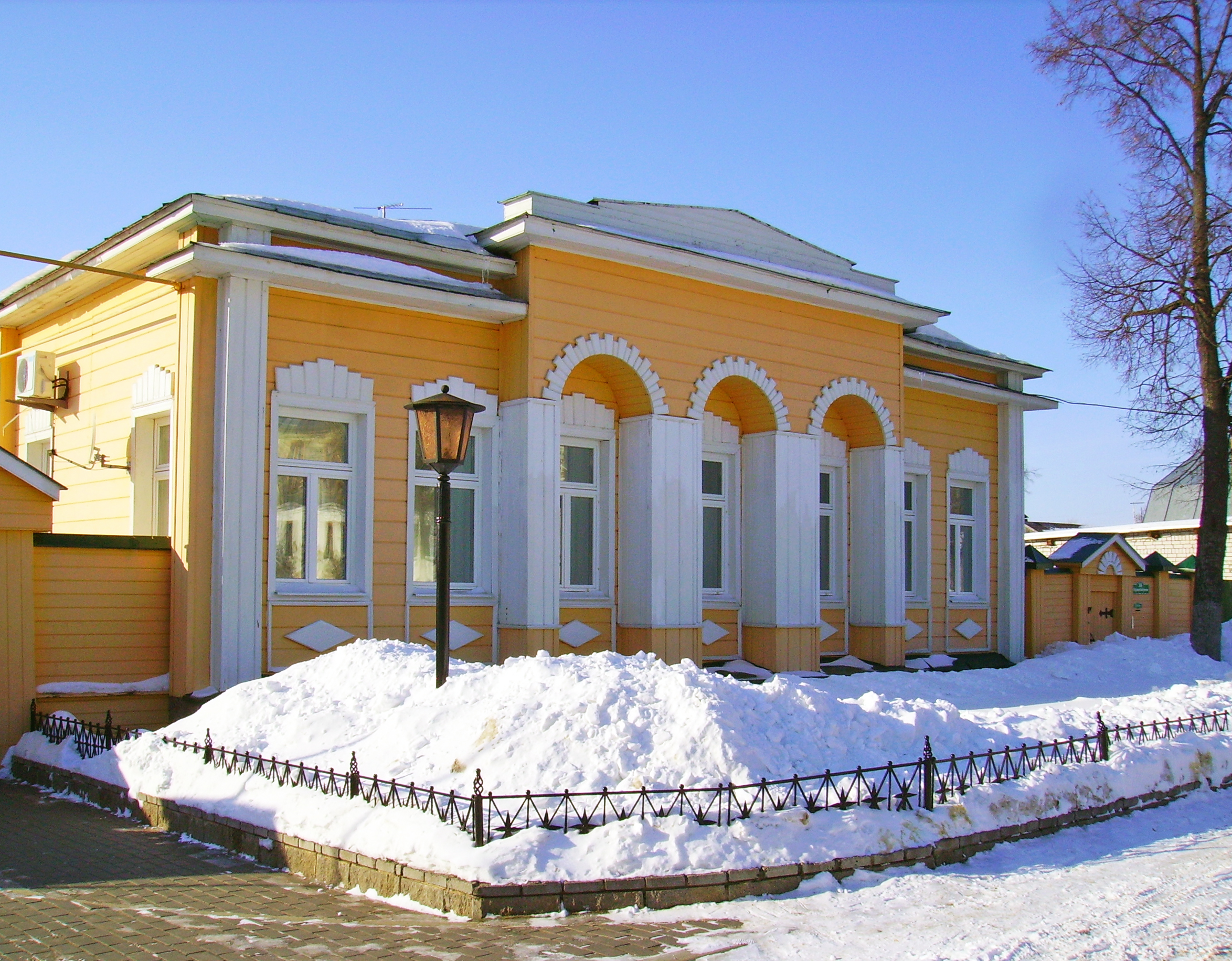
Дом Бессонова. В этом доме бывал А. С. Пушкин

## Архитектура
С XVII века Арзамас активно застраивался купеческими особняками и церквями. Арзамас называли «городом 33 церквей», ведь к началу XIX века здесь было существовало 33 храма и 4 монастыря, причём это были сооружения столичного масштаба. И в наше время достопримечательностью города являются памятники старины и народного зодчества. О золотом веке Арзамаса (1775—1850 г.) напоминают Воскресенский собор, Арзамасский Новодевичий монастырь, магистрат, улица Гостиный Ряд, многие сохранившиеся до наших дней здания.
В городе имеются: памятный знак и памятник патриарху Сергию (Страгородскому), памятники В. И. Ленину, К. Марксу, А. П. Гайдару, А. М. Горькому, А. В. Ступину, В. А. Новикову — арзамасцу, Герою Советского Союза, Г. К. Жукову, А. С. Пушкину, воинам-интернационалистам, мемориал «Борцам за советскую власть» с Вечным огнём, мемориал воинам, павшим во время Великой Отечественной войны 1941—1945 годов на Тихвинском кладбище, скульптурная группа, посвящённая арзамасскому комсомолу, а также памятный знак и памятник П. И. Пландину — бывшему директору Арзамасского приборостроительного завода.
У входа в парк культуры и отдыха имени А. П. Гайдара возвышается водонапорная башня — символ технического прогресса начала XX века в Арзамасе. Её строительство решило городскую проблему водоснабжения.

### Церкви города

Церковь Благовещения Пресвятой Богородицы

Арзамасский Николаевский женский монастырь

- Церковь святого апостола Андрея Первозванного
- Благовещенская церковь
- Церковь Богоявления Господня
- Церковь Владимирской иконы Божией Матери
- Воскресенский собор
- Храм в честь Входа Господня в Иерусалим
- Церковь Живоносного Источника
- Церковь Иконы Божией Матери Знамение
- Церковь Илии Пророка
- Церковь Иоанна Богослова
- Храм Казанской иконы Божией Матери
- Церковь Святого Николая
- Храм Святителя Николы Чудотворца
- Спасо-Преображенский собор
- Храм Рождества Христова
- Церковь Смоленской иконы Божией Матери
- Церковь Сошествия Святого Духа
- Храм Тихвинской иконы Божией Матери

### Монастыри

#### Спасо-Преображенский мужской монастырь
Основанный в 1556 году Спасо-Преображенский монастырь сыграл огромную роль в становлении и развитии Арзамаса, будучи его подлинной жемчужиной. Сохранившийся Спасский собор — первое каменное здание города Арзамаса. Всего в монастыре было три храма: кроме главного — тёплый в честь Рождества Пресвятой Богородицы и во имя великомученика Георгия Победоносца. В своё время в обители располагалось Духовное правление, духовные училища (приходское и уездное). Закрытие монастыря, находившегося некогда под непосредственной юрисдикцией московских патриархов, произошло в 1929 году.

#### Николаевский (Никольский) монастырь
Монастырь был основан около 1580 г. благочестивым арзамасцем Феофилактом Яковлевым, ставшим священником. В монастыре было два храма (один — в два этажа, с храмом на каждом этаже). При монастыре была богадельня, приют для девочек-сирот, школа для насельниц обители. В начале XX века в монастыре также действовали живописная, белошвейная, золотошвейная, башмачная, вязальная и др. мастерские. Кроме о. Феофилакта, особой известностью пользовался духовник обители священник Авраамий Некрасов, который был лично знаком с преподобным Серафимом Саровским. Закрыт монастырь был в 1929 г. С 1994 г. в нём возрождена монашеская жизнь.

#### Алексеевский монастырь
Монастырь основан в 1634 году по указу царя Михаила Фёдоровича как «царское богомолье». Во время реформы 1764 году монастырь был упразднён, однако монашеская жизнь, благодаря преподобному Феодору Санаксарскому, в нём не угасла. Формально община сестёр подчинялась игуменье Николаевского монастыря. В 1891 году сёстры общины (ок. 500) приняли монашеский постриг, а в 1898 году настоятельница монахиня Евгения, родственница Патриарха Сергия (Старогородского) была возведена в сан игуменьи. Монастырь был закрыт в 1924 году В своё время в обители процветало золотошвейное искусство. До своей смерти в особом доме в монастыре проживала племянница Александра Пушкина Ольга Оборская, в напоминание о чём на одном из сохранившихся зданий обители (современная войсковая часть) установлена памятная доска. На территории монастыря ведутся реставрационные работы. Часть монастырских построек занимает воинская часть.

#### Введенский монастырь
Введенский мужской монастырь известен с 1652 года — он расположился вокруг деревянной Введенской церкви, построенной годом раньше. С 1689 по 1691 годы в монастыре подвизался иеросхимонах Иоанн — основатель Саровской пустыни. В 1864 году монастырь постигла участь многих российских обителей — он был упразднён, а храм приписан к Воскресенскому собору.

#### Троицкий особный монастырь
Данный монастырь был известен ещё с 1626 года. «Особным» он именовался по той причине, что его устав не был общежительным, но каждый жил в известной степени «особо». После указа Екатерины II об учреждении монастырских штатов он был закрыт, а его храмы обращёны в приходские. Монастырь на этом месте больше никогда не возрождался.

### Памятники истории и архитектуры

Дом Ханыкова — образец деревянного особняка эпохи позднего классицизма

Церковь иконы Божией Матери «Живоносный Источник»

Дома-близнецы купцов Будылиных (Соборная площадь, 4 и 4а)

На территории города находится более 150 объектов культурного наследия регионального значения, 18 из которых являются объектами культурного наследия федерального значения.
Перечень объектов культурного наследия, находящихся на туристических маршрутах:
- Комплекс Спасского монастыря (XVII—XIX вв.)
- Комплекс Новодевичьего Алексеевского монастыря (XVII—XIX вв.) — ул. Советская
- Жилой дом (нач. XVIII в.) — ул. Гостиный Ряд, 7
- Магистрат (сер. XVIII в.) — Соборная площадь
- Провинциальная канцелярия (1759 г.) — ул. Верхняя набережная, 10
- Уездный архив (1759 г.) — Соборная площадь, 15
- Благовещенская церковь (1775—1788 гг.) — пл. Сергия Страгородского, 1
- Входоиерусалимская церковь (1777 г.) — ул. Нагорная
- Тихвинская церковь (1777 г.) — Тихвинское кладбище
- Церковь Живоносного источника (1796 г.) — Соборная площадь
- Казанская часовня подворья Саровской пустыни (кон. XIII в.) — ул. Урицкого, 4
- Биржа (кон. XVIII в.) — ул. Урицкого, 15
- Торговый комплекс (кон. XVIII — нач. XIX вв.) — ул. Урицкого, 16
- Смоленская церковь (1797—1852) — ул. Ленина, 43
- Знаменская церковь (1801) — пл. Гагарина,
- Владимирская церковь (1802) — ул. Ленина, 17а
- Церковь Святого духа (1810) — пл. Гагарина, 11
- Воскресенский собор (1814—1841, арх. М. П. Коринфский) — пл. Соборная
- Торговые ряды (кон. XVIII в. — 1823 г.) — ул. Гостиный Ряд, 1-33
- Жилая застройка (кон. XVIII—XIX вв.): ул. Березина, 10; ул. Верхняя набережная, 12, 14; ул. Володарского, 18, 19, 19а, 21; ул. Кирова, 28; ул. Коммунистов, 2, 13, 21; ул. Космонавтов, 16, 38; ул. Ленина, 31, 41, 49, 51; ул. К. Маркса, 12, 14, 26; ул. Первомайская, 1; Соборная пл., 2, 3, 4, 16; ул. Советская, 21, 34; ул. Ступина, 3; ул. Угодникова, 25
- Здание в котором размещался трактир «Тройня» (нач. XIX в.) — ул. Мучной ряд, 4
- Лавка в сенном ряду (1809) — ул. Урицкого, 14
- Административные здания (1830-е гг.) на ул. Коммунистов, 6, 10
- Здание гимназии (1836) — Соборная пл., 13-14
- Водонапорная башня (1911) — ул. Калинина, 29
- Лабаз (1923) — ул. Ленина, 15
- Здание, где в 1918 году располагался штаб Восточного фронта Красной армии — ул. Карла Маркса, 36
- Дом, где находился социал-демократический клуб, который посещал А. П. Гайдар — ул. Карла Маркса, 38
- Здание реального училища, где учился А. П. Гайдар — ул. Советская, 10
- Дом, где жил краевед Н. М. Щегольков (1856—1919) — ул. Пушкина, 34
- Дом, где родился и жил М. Ф. Владимирский (1874—1951), видный деятель СССР — ул. Советская, 9
- Ивановские бугры, место казни в конце 1670 г. 11 тысяч участников восстания Степана Разина — микрорайон «Ивановский»
- Дом провизора А. А. Москвина (начало XX века) — Соборная пл., 9
- Здание Арзамасского театра драмы (1961) — ул. Калинина, 39

Дом Твердова — образец деревянного особняка с колоннами в стиле позднего классицизм
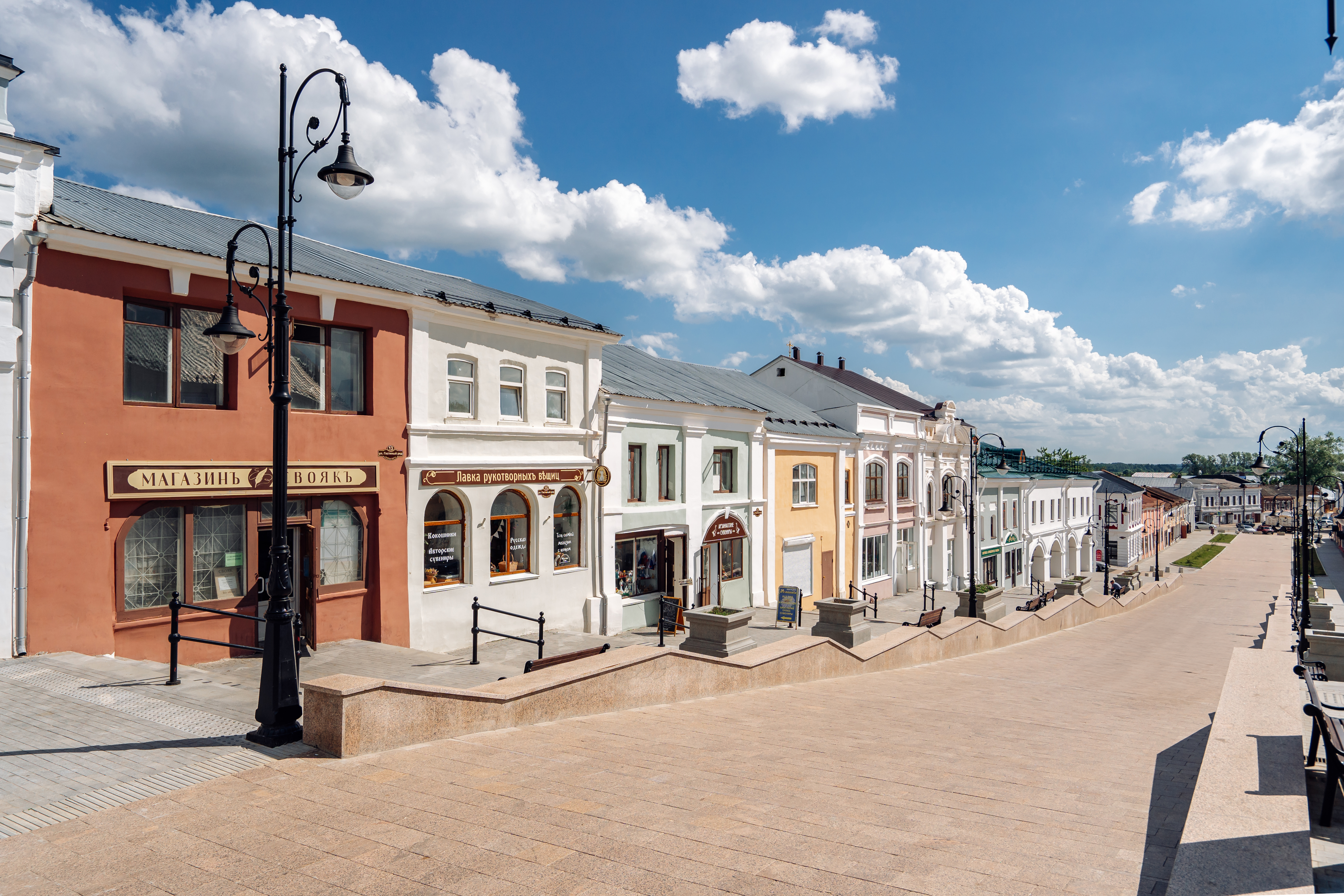
Улица Гостиный Ряд
Резные наличники на доме по улице Горького

## Высшие образовательные учреждения в городе

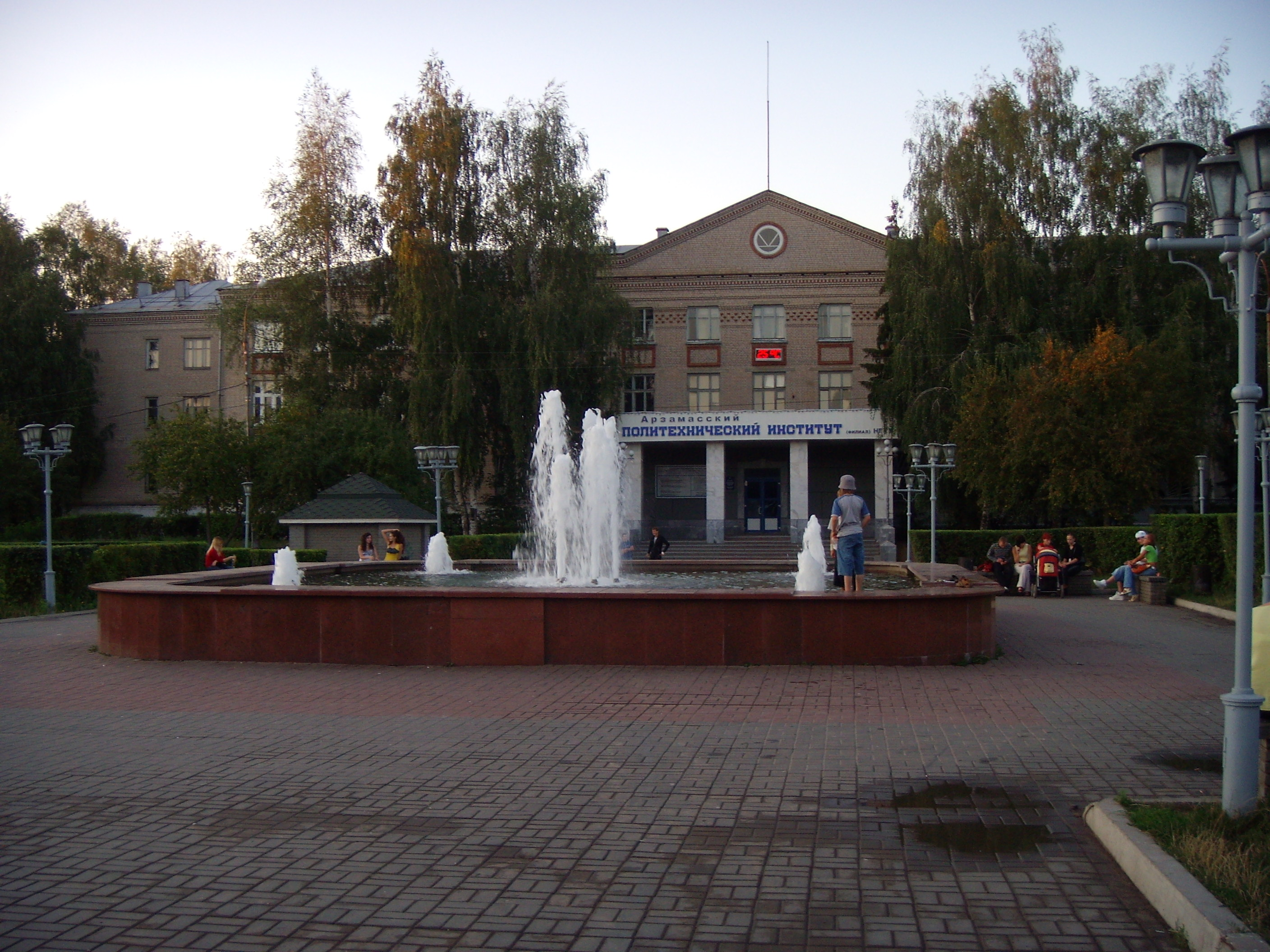
Арзамасский политехнический институт

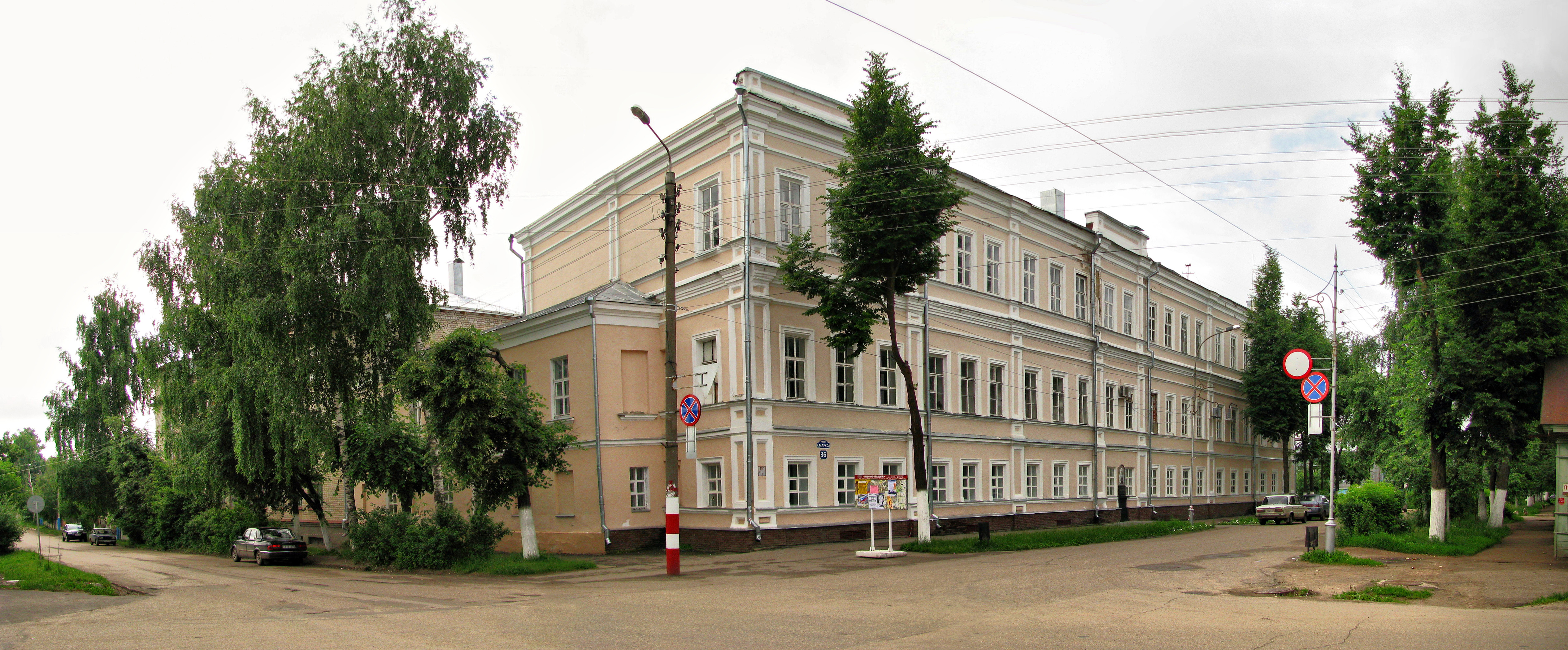
Арзамасский филиал Нижегородского государственного университета им Н. И. Лобачевского

- Арзамасский политехнический институт Нижегородского технического университета имени Р. Е. Алексеева
- Арзамасский филиал Нижегородского государственного университета им Н. И. Лобачевского
- НЭТК (бывший Арзамасский кооперативный техникум)

## СМИ

### Газеты
- «Арзамасские новости»[109] (издаётся с 1991 года);
- «Арзамасская правда» (издаётся с 1917 года);
- «Арзамасские ведомости» (издаётся с 2000 года);
- «Арзамасские вести»[110] (издаётся с 2000 года);
- «Арзамас сегодня» (бесплатное издание)

### Телевидение
Телевидение в городе начало вещать в 1960 году.
- Телевидение Вашей Семьи (ТВС)
- ТРК Арзамас

### Радиостанции
- 87,8 FM — Радио Родных Дорог
- 88,2 FM — Радио 7 на семи холмах
- 88,6 FM — Хит FM
- 89,0 FM — Радио ENERGY
- 90,2 FM — Европа Плюс
- 90,7 FM — Rock FM
- 91,2 FM — Радио Рекорд
- 91,6 FM — Радио Маяк
- 92,0 FM — Радио Ваня
- 92,6 FM — Comedy Radio
- 96,1 FM — Милицейская волна
- 98.5 FM — Новое радио
- 98,9 FM — Наше радио
- 99,3 FM — Ретро FM
- 100,2 FM — Радио Шансон
- 100,8 FM — Радио Дача
- 101,3 FM — Русское радио
- 101,7 FM — Вести ФМ
- 103,0 FM — Love Radio
- 103,7 FM — Дорожное радио
- 104,2 FM — Радио Образ
- 105,1 FM — Love Radio
- 105,6 FM — Мария FM
- 106,6 FM — Радио России / ГТРК Нижний Новгород
- 107,6 FM — Авторадио

## Почётные граждане[111]
- Ашурбейли Игорь Рауфович — предприниматель, учёный, политик и меценат. Внес значительный вклад в реализацию программы «Арзамасские купола» по восстановлению разрушенных церквей Арзамаса.
- Балакин Михаил Фёдорович — общественный деятель, педагог, учёный. Первый секретарь Арзамасского горкома КПСС (1976—1989). Глава Ассоциации учёных Арзамаса.
- Верхоглядов Дмитрий Дмитриевич — советский хозяйственный, государственный и политический деятель. Кавалер ордена Ленина.
- Гаврилов Юрий Васильевич
- Гайдар Аркадий Петрович — детский писатель, участник Гражданской и Великой Отечественной войны. Детство писателя прошло в Арзамасе, что нашло отражение в его творчестве.
- Жданов Сергей Васильевич — хозяйственный деятель, организатор реабилитации незрячих людей, директор производственного объединения «Автопровод» Всероссийского общества слепых, участник Великой Отечественной войны.
- Кирилюк Станислав Фёдорович — радиожурналист, краевед, педагог, организатор радиовещания в Арзамасе, диктор Арзамасского радио. Участник Великой Отечественной войны. Заслуженный работник культуры РСФСР..
- Лавричев Олег Вениаминович
- Мигунов Анатолий Николаевич
- Пландин Павел Иванович — генеральный директор Арзамасского приборостроительного завода (1958—1987), лауреат Ленинской премии
- Скляров Иван Петрович — политик, первый секретарь Арзамасского горкома КПСС (1989—1991), Мэр Нижнего Новгорода (1994—1997). Губернатор Нижегородской области (1997—2004). Активный организатор ликвидации последствий взрыва на станции Арзамас I.
- Сорокин Алексей Иванович — адмирал флота, участник Великой Отечественной войны, лауреат Государственной премии Российской Федерации имени Маршала Советского Союза Г. К. Жукова[112]. Уроженец села Кирилловка Арзамасского района.
- Старцев Юрий Павлович — генеральный директор Арзамасского приборостроительного завода (1987—2008). Заслуженный машиностроитель РФ. Почётный гражданин Нижегородской области.
- Стрелов Виктор Александрович
- Ступин Александр Васильевич — русский живописец-педагог, организатор и руководитель Арзамасской школы живописи (1802—1861) — первой в России провинциальной художественной школы.
- Тутиков, Иван Васильевич
- Фадин Александр Михайлович — гвардии полковник, участник Великой Отечественной войны, Герой Российской Федерации. Уроженец Арзамасского района, вырос и учился в Арзамасе[113].
- Щегольков Николай Михайлович — общественный деятель и историк-краевед, гласный (депутат) Арзамасской городской думы, городской голова Арзамаса (15.03.1915 — 08.03.1917). Автор «Исторических сведений о городе Арзамасе» (1911, переиздание 1992) — первого опубликованного исследования истории города от основания до начала XX века.